# 2019冠状病毒病四川省疫情
| 地区                                                       | 现存确诊 | 累计确诊 | 死亡 | 治愈 |
| 四川省                                                     | 1301     | 12,607   | 4    | 6583 |
| ---------------------------------------------------------- | -------- | -------- | ---- | ---- |
| 成都市                                                     | 925      | 5,194    | 4    | 1940 |
| 甘孜藏族自治州                                             | 1        | 95       | 0    | 94   |
| 巴中市                                                     | 53       | 97       | 0    | 44   |
| 绵阳市                                                     | 157      | 220      | 0    | 63   |
| 达州市                                                     | 0        | 49       | 0    | 49   |
| 南充市                                                     | 3        | 78       | 0    | 75   |
| 广安市                                                     | 9        | 267      | 0    | 258  |
| 遂宁市                                                     | 134      | 170      | 0    | 36   |
| 资阳市                                                     | 5        | 47       | 0    | 42   |
| 内江市                                                     | 35       | 349      | 0    | 314  |
| 宜宾市                                                     | 173      | 299      | 0    | 126  |
| 眉山市                                                     | 29       | 66       | 0    | 37   |
| 雅安市                                                     | 4        | 12       | 0    | 8    |
| 泸州市                                                     | 45       | 108      | 0    | 63   |
| 德阳市                                                     | 150      | 202      | 0    | 52   |
| 攀枝花市                                                   | 2        | 20       | 0    | 18   |
| 凉山彝族自治州                                             | 53       | 81       | 0    | 28   |
| 自贡市                                                     | 3        | 27       | 0    | 24   |
| 广元市                                                     | 24       | 40       | 0    | 16   |
| 乐山市                                                     | 40       | 55       | 0    | 15   |
| 阿坝藏族羌族自治州                                         | 81       | 127      | 0    | 46   |
| 截至2022年11月21日（確診個案數據包含已痊癒病例和死亡病例） |          |          |      |      |

2019冠状病毒病四川省疫情，介绍2019冠状病毒病疫情中，在中华人民共和国四川省发生的情况。截至2022年11月21日24时，四川省累计报告2019冠状病毒病确诊病例7888例，其中境外输入1929例。累计治愈出院6583例，死亡4例，目前在院隔离治疗1301例。

## 时间轴

### 2020年1月
2020年1月20日23時，四川省衛生健康委員會通報稱，1月16日以來，成都市、广安市分別發現1例疑似新型冠狀病毒感染的肺炎患者，兩名患者均從武漢來川，目前正隔離診療，相關樣本正進行覆核。
1月21日22时，国家卫健委确认成都一例输入性新型冠状病毒肺炎疑似病例为真。患者为34岁男性，在武汉工作，1月11日在蓉因发热入院治疗。这是四川省首例新型冠状病毒肺炎确诊病例；1月22日凌晨1時許，广安的病例亦被確診。另外，四川成都市有3例疑似病例，绵阳市有2例疑似病例。
1月22日，四川省交通运输厅要求运输企业原则上从即日起暂停发往武汉的长途客运和省际包车，对近期途经过武汉市境内的长途客运和省际包车司乘人员，按照实名制管理要求做好登记造册，以便追溯调查。
1月22日16时，四川省衛生健康委員會通報，新增確診病例3例，累計確診病例5例（其中成都2例、綿陽2例、廣安1例），疑似病例2例（均在成都），以上7人均在定點醫療機構接受診治，病情穩定。已对密切接触者實施醫學觀察，目前均無發熱等異常情況。。
1月23日，通报新增3例，根据病例临床表现，结合流行病学史、实验室检测结果，省级专家组确认此3例病例为输入性新型冠状病毒感染的肺炎病例。
1月24日，四川省卫健委通报，四川省新增確診病例7例。
1月25日，四川省卫健委通报，四川省新增确认病例13例。
1月26日，四川省卫健委通报，四川省新增确认病例16例。同日四川省各市卫健委发布消息称，1月22日由汉口到成都东的D361次动车14号车厢，一名由武汉返乡人员王某（男，43岁）、1月20日由成都东到广州南的D1825次动车10号车厢，一名叙永籍返乡乘客、1月19日由武汉到成都东的D366/7次动车03号车厢的某旅客均被确诊为新型冠状病毒感染的肺炎。
1月27日，四川省卫健委通报，四川省新增确认病例25例。
1月28日，四川省卫健委通报，四川省新增确认病例21例。
1月29日，四川省卫健委通报，四川省新增确认病例18例。
1月30日，四川省卫健委通报，四川省新增确认病例34例。
1月31日，四川省卫健委通报，四川省新增确认病例36例。

### 2020年2月
2月1日，四川省卫健委通报，四川省新增确认病例30例。
2月2日，四川省卫健委通报，四川省新增确认病例24例。
2月3日，四川省卫健委通报，四川省新增确认病例23例。其中69岁的確診患者雅安市天全人侯某有意隐瞒途经武汉汉口返回雅安的事实，多次在外活动，密切接触100餘名群众以及30多名医护人员。
2月4日，四川省卫健委通报，四川省新增确认病例28例。
2月5日，四川省卫健委通报，四川省新增确认病例19例，新增治愈出院病例9例。新增确诊病例中，成都市5例、达州市4例、巴中市3例、甘孜州2例、攀枝花市1例、泸州市1例、南充市1例、雅安市1例、凉山州1例。新增治愈出院病例中，成都市7例、绵阳市1例、眉山市1例。
2月6日，四川省卫健委通报，四川省新增确认病例20例，新增治愈出院病例4例。新增确诊病例中，成都市5例、巴中市4例、达州市3例、泸州市2例、甘孜州2例、绵阳市1例、内江市1例、南充市1例、宜宾市1例。新增治愈出院病例中，成都市2例、南充市2例。同日，四川省南充市公安局嘉陵区分局通報3起涉及隱瞞新型冠状病毒肺炎確診患者武漢旅居史或不聽醫院勸阻隔離導致大量人員被隔離事件，警方立案侦查2起2人、受理治安案件1起1人，其中被立案侦察一人为首例重症患者孙某某。他于1月20日与家人从武汉驾车回到吉安镇老家，次日参加农村坝坝宴聚会。1月22日上午因发烧、咳嗽，到李渡镇医院就诊，随后乘客车回家。1月23日因病情恶化，到嘉陵区人民医院就诊，医生诊断为疑似新型冠状病毒感染，要求其隔离治疗。但孙某某不听劝阻，悄悄离开医院，乘坐客车回家，后被强制隔离治疗，并被确诊为新冠肺炎。孙某某数天内接触大量人员，导致数十名与其密切接触人员被隔离观察。
2月7日，四川省卫健委通报，四川省新增确诊病例23例，新增治愈出院病例10例，无新增死亡病例。新增确诊病例中，成都市5例、甘孜州5例、广安市3例、达州市3例、泸州市1例、绵阳市1例、内江市1例、乐山市1例、南充市1例、宜宾市1例、巴中市1例。新增治愈出院病例中，成都市6例、达州市3例、遂宁市1例。
2月8日，四川省卫健委通报，四川省新增确诊病例19例，新增治愈出院病例13例，无新增死亡病例。新增确诊病例中，成都市7例、达州市2例、凉山州2例、攀枝花市1例、德阳市1例、绵阳市1例、遂宁市1例、南充市1例、广安市1例、巴中市1例、眉山市1例。
2月9日，四川省卫健委通报，四川省新增确诊病例23例，新增治愈出院病例10例，无新增死亡病例。新增确诊病例中，成都市11例、泸州市3例、德阳市3例、遂宁市2例、攀枝花市1例、南充市1例、眉山市1例、资阳市1例。新增治愈出院病例中，成都市5例、泸州市2例、绵阳市1例、内江市1例、达州市1例。
2月10日，四川省卫健委通报，四川省新增确诊病例19例，新增治愈出院病例16例，无新增死亡病例。 新增确诊病例中，甘孜州6例、成都市3例、达州市3例、遂宁市2例、泸州市1例、绵阳市1例、南充市1例、巴中市1例、凉山州1例。新增治愈出院病例中，攀枝花市4例、成都市3例、宜宾市3例、绵阳市1例、广元市1例、南充市1例、雅安市1例、资阳市1例、凉山州1例。截至2月9日24时，我省累计报告新型冠状病毒肺炎确诊病例405例，涉及21个市（州）、124个县（市、区）。确诊病例中，成都市123例、南充市33例、广安市28例、达州市28例、甘孜州23例、巴中市22例、绵阳市21例、内江市17例、泸州市17例、德阳市16例、攀枝花市13例、遂宁市10例、凉山州10例、自贡市9例、宜宾市9例、眉山市7例、广元市6例、雅安市6例、乐山市3例、资阳市3例、阿坝州1例。
2月11日，四川省卫健委通报，四川省新增确诊病例12例，新增治愈出院病例6例，无新增死亡病例。新增确诊病例中，甘孜州4例、广安市2例、达州市2例、成都市1例、泸州市1例、内江市1例、南充市1例。新增治愈出院病例中，成都市3例、甘孜州2例、南充市1例。截至2月10日24时，我省累计报告新型冠状病毒肺炎确诊病例417例，危重17例，治愈出院82例，死亡1例，6104人正在接受医学观察。涉及21个市（州）。确诊病例中，成都市124例、南充市34例、广安市30例、达州市30例、甘孜州27例、巴中市22例、绵阳市21例、内江市18例、泸州市18例、德阳市16例、攀枝花市13例、遂宁市10例、凉山州10例、自贡市9例、宜宾市9例、眉山市7例、广元市6例、雅安市6例、乐山市3例、资阳市3例、阿坝州1例。
2月12日0-24时，四川省卫健委通报，四川省新增确诊病例15例，新增治愈出院病例8例，无新增死亡病例。新增确诊病例中，成都市6例、达州市3例、德阳市1例、内江市1例、南充市1例、宜宾市1例、雅安市1例、甘孜州1例。新增治愈出院病例中，遂宁市2例、广安市2例、成都市1例、内江市1例、南充市1例、甘孜州1例。截至2月12日24时，四川省累计报告确诊病例451例，涉及21个市（州）、125个县（市、区）。451名确诊患者中，正在住院隔离治疗357人（其中危重17人），已治愈出院93人，死亡1人。当日解除医学观察1141人，现有5480人正在接受医学观察。當日下午，崇州市公安局交警大队21歲男性辅警陈某途经崇州市隆兴镇场镇青石桥社区疫情检测点时，拒不配合社区防疫志愿者开展身份登记工作，与其发生冲突，最終遭到辭退。
2月13日0-24时，四川省卫健委通报，四川省新增确诊病例12例，新增治愈出院病例12例，无新增死亡病例。 新增确诊病例中，甘孜州6例、成都市4例、巴中市2例。 新增治愈出院病例中，乐山市2例、广安市2例、凉山州2例、成都市1例、攀枝花市1例、绵阳市1例、南充市1例、眉山市1例、资阳市1例。 截至2月13日24时，四川省累计报告确诊病例463例，涉及21个市（州）、127个县（市、区）。 463名确诊患者中，正在住院隔离治疗357人（其中危重17人），已治愈出院105人，死亡1人。 当日解除医学观察1067人，现有5296人正在接受医学观察。
2月14日0-24时，四川省卫健委通报，四川省新增确诊病例7例，新增治愈出院病例10例，无新增死亡病例。 新增确诊病例中，成都市4例、内江市1例、甘孜州1例、凉山州1例。 新增治愈出院病例中，宜宾市3例、内江市2例、成都市1例、广元市1例、南充市1例、广安市1例、凉山州1例。 截至2月14日24时，我省累计报告确诊病例470例，涉及21个市（州）、127个县（市、区）。 470名确诊患者中，正在住院隔离治疗354人（其中危重17人），已治愈出院115人，死亡1人。 当日解除医学观察905人，现有4907人正在接受医学观察。
2月15日0-24时，四川省卫健委通报，四川省新增确诊病例11例，新增治愈出院病例12例，新增疑似病例60例，新增死亡病例2例。 新增确诊病例中，甘孜州6例、遂宁市2例、凉山州2例、成都市1例。截至2月16日0时，我省累计确诊病例481例，涉及21个市（州）、128个县（市、区）。481名确诊患者中，正在住院隔离治疗351人（其中危重15人），已治愈出院127人，死亡3人。现有疑似病例227例。当日解除医学观察1440人，现有4035人正在接受医学观察。
2月16日0-24时，四川省卫健委通报，四川省新增确诊病例14例，新增治愈出院病例9例，新增疑似病例40例，无新增死亡病例。 新增确诊病例中，甘孜州7例、遂宁市5例、达州市2例。截至2月17日0时，四川省确诊病例495例，涉及21个市（州）。现有疫情县（市、区）102个。 495名确诊患者中，正在住院隔离治疗356人（其中危重15人），已治愈出院136人，死亡3人。 现有疑似病例191例。 当日解除医学观察1036人，现有3563人正在接受医学观察。
2月17日0-24时，四川省卫健委通报，四川省新增确诊病例13例，新增治愈出院病例27例，新增疑似病例31例，无新增死亡病例。 新增确诊病例中，甘孜州5例、攀枝花市3例、南充市3例、宜宾市1例、达州市1例。截至2月18日0时，四川省确诊病例508例，涉及21个市（州）。现有疫情县（市、区）101个。 508名确诊患者中，正在住院隔离治疗342人（其中危重16人），已治愈出院163人，死亡3人。 现有疑似病例173例。 当日解除医学观察912人，现有3093人正在接受医学观察。
2月18日0-24时，四川省卫健委通报，四川省新增确诊病例6例，新增治愈出院病例14例，新增疑似病例40例，无新增死亡病例。 新增确诊病例中，甘孜州3例、成都市1例、泸州市1例、达州市1例。截至2月19日0时，四川省确诊病例514例，涉及21个市（州）。现有疫情县（市、区）98个。 514名确诊患者中，正在住院隔离治疗334人（其中危重17人），已治愈出院177人，死亡3人。 现有疑似病例130例。 当日解除医学观察574人，现有2768人正在接受医学观察。
2月19日0-24时，四川省卫健委通报，四川省新增确诊病例6例，新增治愈出院病例26例，新增疑似病例21例，无新增死亡病例。 新增确诊病例中，泸州市4例、甘孜州2例。截至2月20日0时，四川省确诊病例520例，涉及21个市（州）。现有疫情县（市、区）98个。 520名确诊患者中，正在住院隔离治疗319人（其中危重17人），已治愈出院198人，死亡3人。 现有疑似病例113例。 当日解除医学观察606人，现有2458人正在接受医学观察。
2月20日0-24时，四川省卫健委通报，四川省新增确诊病例5例，新增治愈出院病例24例，新增疑似病例16例，无新增死亡病例。 新增确诊病例中，成都市2例、德阳市1例、达州市1例、甘孜州1例。截至2月21日0时，四川省确诊病例525例，涉及21个市（州）。现有疫情县（市、区）101个。 525名确诊患者中，正在住院隔离治疗300人（其中危重18人），已治愈出院222人，死亡3人。 现有疑似病例84例。 当日解除医学观察599人，现有2111人正在接受医学观察。

### 2020年3月
3月8日，青城山-都江堰景区開始开放。

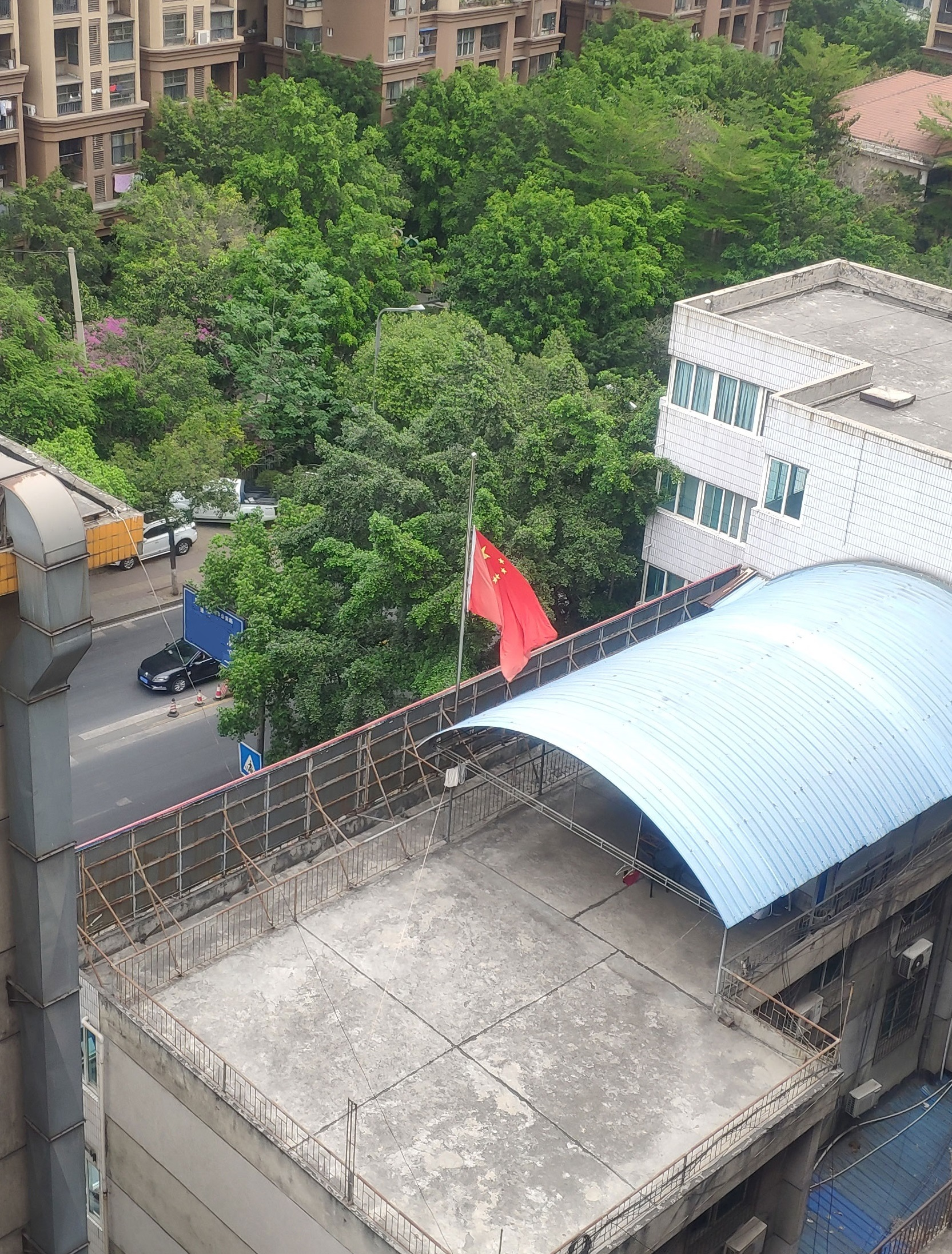
2020年4月4日，四川某地国旗下半旗对新冠疫情逝者致哀

3月17日，四川省新增境外输入确诊病例1例。患者3月14日从意大利米兰经埃塞俄比亚中转，于3月16日抵达成都。
3月20日，四川省新增境外输入确诊病例1例。患者3月17日经由英国伦敦转香港，于3月18日抵达成都后即接受隔离医学观察和动态诊疗，3月20日确诊。
3月21日，四川省新增境外输入确诊病例1例。患者3月15日从法国乘机抵达台北，于3月16日入境成都后即接受隔离医学观察和动态诊疗，3月21日确诊。
3月23日，四川省新增境外输入确诊病例2例，均为英国输入。
3月24日，四川省新增境外输入确诊病例2例，其中1例为美国输入，另1例为英国输入。
3月26日，四川省新增境外输入确诊病例1例（美国输入）。
3月28日，四川省新增境外输入确诊病例2例，其中1例为美国输入，另1例为马来西亚输入。

### 2020年4月
4月23日，四川省最后1例病例出院。

### 2020年5月
5月21日，四川新增确诊病例2例，均来自菲律宾。
5月24日，新增确诊病例1例，来自埃及。
5月31日，新增11例境外输入确诊病例。11名患者从埃及开罗抵达成都，同机人员已全部隔离。

### 2020年6月
6月1日，新增2例境外输入确诊病例，为5月31日的无症状感染者转确诊。
6月4日，新增1例境外输入确诊病例，为5月24日的无症状感染者转确诊。
6月8日，新增3例境外输入确诊病例。
6月12日，新增1例境外输入确诊病例。
6月14日，新增4例境外输入确诊病例及1例疑似病例，1例疑似病例于翌日转为确诊。
6月16日，新增1例境外输入确诊病例。
6月17日，广安市纪委监委通报了关于广安区委常委、统战部部长罗志强在新冠肺炎疫情防控期间违反政治纪律的问题。通报指出罗志强与其妻于1月26日至28日，因私驾车前往成都，借住其襟兄家中。返回广安后，罗志强未主动申报外出及其妻患病就诊情况，且在社区了解情况时予以隐瞒。在被诊断为新冠肺炎疑似病例后，不配合疾控中心对其住所及时进行消杀，并放任其子擅自离开疑似病例留观病区。2月6日晚，罗志强一家三人被确诊为新冠肺炎，致使16名与罗志强及其家人密切接触人员被集中医学隔离观察，14名一般接触人员及所居住的南苑小区4幢146户被居家隔离观察，引发网络舆情和群众信访反映，造成严重不良社会影响。广安市纪委决定给予罗志强党内警告处分。
6月28日，四川省新增确诊病例3例（均为境外输入，6月27日乘飞机从埃及出发，抵达成都后即接受隔离医学观察和动态诊疗，6月28日确诊）。
6月29日，四川省新增确诊病例3例（均为境外输入，为6月28日的无症状感染者转确诊）。

### 2020年7月
7月4日，四川省新增确诊病例1例（境外输入，为6月25日的无症状感染者转确诊）。
7月6日，四川省新增确诊病例2例（均为境外输入，为7月5日的无症状感染者转确诊）。
7月8日，四川新增新型冠状病毒肺炎确诊病例1例（为境外输入，7月6日自美国洛杉矶经韩国首尔、柬埔寨西哈努克中转，7月8日乘飞机抵达成都后即接受隔离医学观察和动态诊疗，7月8日确诊）。
7月19日，四川省新增新型冠状病毒肺炎确诊病例3例（均为境外输入，其中2例为7月17日由菲律宾经柬埔寨转机，7月18日抵达成都后即接受隔离医学观察和动态诊疗，7月19日确诊；另1例为7月18日由埃及乘机出发，抵达成都后即接受隔离医学观察和动态诊疗，7月19日确诊）。
7月20日，四川新增新型冠状病毒肺炎确诊病例1例（境外输入，为7月19日的无症状感染者转确诊）。
7月26日，四川新增确诊病例1例（境外输入，7月24日乘飞机从埃及出发，7月25日抵达成都后即接受隔离医学观察和动态诊疗，7月26日确诊）。

### 2020年8月
8月1日，四川新增确诊病例4例（均为境外输入，7月30日乘飞机从卡塔尔多哈出发，7月31日抵达成都后即接受隔离医学观察和动态诊疗，8月1日确诊）。
8月3日，四川新增确诊病例1例（境外输入，为8月1日的无症状感染者转确诊）。
8月4日，四川新增确诊病例1例（境外输入，8月3日自新加坡乘机抵达成都，8月4日确诊）。
8月6日，四川新增确诊病例1例（境外输入，8月5日自菲律宾乘机抵蓉，8月6日确诊）。
8月9日，四川新增确诊病例4例（均为境外输入，1例为8月5日新加坡输入无症状感染者转确诊；1例为8月7日新加坡输入无症状感染者转确诊；1例为8月8日自埃及乘机抵蓉，8月9日确诊；1例为8月8日自柬埔寨乘机抵蓉，8月9日确诊）。
8月11日，四川新增确诊病例1例（境外输入，为8月9日埃及输入的无症状感染者转确诊）。
8月12日，四川新增确诊病例2例（均为境外输入，8月10日自新加坡乘机抵蓉，8月12日确诊）。
8月13日，四川新增确诊病例1例（为境外输入，7月30日自卡塔尔乘机抵蓉，8月13日确诊）。
8月14日，四川新增确诊病例4例（均为境外输入，1例为7月30日自卡塔尔乘机抵蓉，8月14日确诊；1例为8月13日新加坡输入无症状感染者转确诊；2例为8月12日自巴基斯坦乘机抵蓉，8月14日确诊）。
8月15日，四川新增确诊病例1例（境外输入，为8月12日菲律宾输入无症状感染者转确诊）。
8月16日，四川新增确诊病例2例（均为境外输入，1例为8月14日自埃及乘机抵蓉，8月16日确诊；1例为8月13日印度尼西亚无症状感染者转确诊）。
8月19日，四川新增确诊病例1例（境外输入，8月19日自柬埔寨乘机抵蓉，当日确诊）。
8月20日，四川新增确诊病例1例（境外输入，为8月19日俄罗斯输入无症状感染者转确诊）。
8月23日，四川新增确诊病例3例（均为境外输入，其中2例为8月22日自尼日利亚乘机抵蓉，8月23日确诊；另一例为8月21日的无症状感染者转确诊）。
8月24日，四川新增确诊病例4例（均为境外输入，8月23日自巴格达乘机经多哈抵蓉，8月24日确诊）。
8月25日，四川新增确诊病例5例（境外输入，均为8月23日无症状感染者转确诊）。
8月26日，四川新增确诊病例4例（均为境外输入，3例为8月23日自多哈乘机抵蓉，8月26日确诊；1例为8月24日多哈无症状感染者转确诊）。
8月27日，四川新增确诊病例4例（均为境外输入，1例为8月22日自伊拉克乘机经卡塔尔转机,8月23日抵蓉, 8月27日确诊；1例为8月24日自菲律宾乘机，8月26日抵蓉, 8月27日确诊；2例为8月26日无症状感染者转确诊）。
8月28日，四川新增确诊病例2例（境外输入，均为8月26日无症状感染者转确诊）。
8月29日，四川新增确诊病例2例（境外输入，均为8月22日自尼日利亚乘机抵蓉，8月29日确诊）。

### 2020年9月
9月1日，四川新增确诊病例1例（境外输入，为8月31日自新加坡乘机抵蓉，9月1日确诊）。同日，德阳市旌阳区人民法院以妨害传染病防治罪判处郭某某判处有期徒刑2年。法院审理查明郭某某在武汉市黄陂区莲子镇务工，2020年1月22日从武汉返回德阳黄许镇。其后郭某某外出在当地麻将馆打麻将，第二天出现发热、咳嗽等临床症状，郭某某于1月28日被确诊为冠状病毒病，同时传染两人。郭某某因未执行卫生防疫机构依照传染病防治法提出的预防、控制措施，其本人确诊为首发输入病例后，传播二代病例两人，造成密切接触者共计120名被隔离医学观察等严重后果，法院以妨害传染病防治罪作出上述判决。
9月2日，四川新增确诊病例2例（境外输入，均为9月1日无症状感染者转确诊，均来自新加坡）。
9月3日，四川新增确诊病例1例（境外输入，8月19日从美国克利夫兰乘机至纽约，转机至德国法兰克福，8月20日乘机抵蓉，9月3日确诊）。
9月4日，宜賓市翠屏區人民法院以妨害傳染病防治罪分別判處鄧某某有期徒刑11個月，田某某有期徒刑9個月、緩刑1年6個月。法院审理查明，鄧某某、田某某当时仍在武漢，因應疫情封城导致高速公路封闭，使得两人仅能选择經國道從鄰市駛入高速路回到四川省宜賓市翠屏區白沙灣街道某小區家中。在宜賓市期間，兩人肆意外出吃飯、買菜、逛超市，二人先後被確診為新冠肺炎患者，導致密切接觸者和小區住戶300多人被隔離觀察。該案屬宜賓市首宗新冠肺炎疫情期間犯妨害傳染病防治罪的案件。
9月6日，四川省新增确诊病例2例（均为境外输入，1例为8月22日自尼日利亚乘机抵蓉，9月6日确诊；1例为9月5日无症状感染者转确诊）。
9月7日，四川新增确诊病例5例（均为境外输入）。
9月8日，四川新增确诊病例1例（境外输入，为9月7日无症状感染者转确诊）。
9月10日，四川新增确诊病例1例（境外输入，9月8日从菲律宾乘机到柬埔寨转机，于9月9日抵蓉，9月10日确诊）。
9月14日，四川新增境外输入确诊病例1例。
9月15日，四川新增确诊病例4例（均为境外输入，1例为9月10日自苏丹乘机经埃及转机9月12日抵蓉，1例为9月14日自新加坡乘机抵蓉，均于9月15日确诊；2例为9月12日无症状感染者转确诊）。
9月18日，四川新增确诊病例2例（境外输入，均为9月17日自埃塞俄比亚乘机抵蓉，9月18日确诊），新增治愈出院病例1例。
9月19日0点40分，德阳市新增境外输入无症状感染者1人。该无症状感染者8月22日乘坐F79531次航班由俄罗斯出发经深圳宝安机场入境，入境后随即被当地纳入管控，送至集中隔离点接受医学观察，且8月26日、8月29日、9月4日、9月8日、9月11日连续5次核酸检测均为阴性。9月12日解除集中医学观察后，乘坐ZH9951次航班由深圳飞往绵阳。9月18日下午17点进行核酸采样检测，检测结果为新冠病毒核酸检测阳性，翌日凌晨0点40分确诊为新冠肺炎无症状感染者。
9月22日，四川新增确诊病例3例（境外输入，均为9月21日无症状感染者转确诊）。
9月24日，四川新增确诊病例1例（境外输入，9月23日自菲律宾乘机抵蓉，9月24日确诊）。
9月25日，四川新增确诊病例9例（均为境外输入）。
9月26日，四川新增确诊病例3例（境外输入，均为9月25日无症状感染者转确诊）。
9月28日，四川新增确诊病例3例（均为境外输入，2例为9月24日自埃塞俄比亚乘机抵蓉，9月28日确诊；1例为9月27日无症状感染者转确诊）。
9月29日，四川新增确诊病例1例（境外输入，为9月28日无症状感染者转确诊）。
9月30日，四川新增确诊病例1例（境外输入，9月16日自菲律宾乘机，9月17日抵蓉，9月30日确诊）。

### 2020年10月
10月1日，四川新增确诊病例3例（均为境外输入）。
10月2日，四川新增确诊病例2例（均为境外输入，1例为10月1日自埃塞俄比亚乘机抵蓉，10月2日确诊；1例为9月25日无症状感染者转确诊）。
10月3日，四川新增确诊病例3例（均为境外输入，1例为10月1日自埃塞俄比亚乘机抵蓉，10月3日确诊；2例为10月2日无症状感染者转确诊）。
10月4日，四川新增确诊病例3例（境外输入，均为10月3日自埃及乘机抵蓉，10月4日确诊）。
10月5日，四川新增确诊病例3例（均为境外输入，10月4日自伊拉克乘机经卡塔尔转机抵蓉，10月5日确诊）。
10月6日，四川新增确诊病例3例（境外输入，均为10月5日无症状感染者转确诊）。
10月7日，四川新增确诊病例3例（境外输入）。
10月9日，四川新增确诊病例5例（均为境外输入）。
10月10日，四川新增确诊病例3例（均为境外输入）。
10月11日，四川新增确诊病例1例（境外输入，10月8日自菲律宾马尼拉乘机抵蓉，10月11日确诊）。
10月12日，四川新增确诊病例1例（境外输入，为10月6日无症状感染者转确诊）。
10月16日，四川新增确诊病例1例（境外输入，10月3日自埃及开罗乘机抵蓉，10月16日确诊）。
10月17日，四川新增确诊病例1例（境外输入，10月3日自埃及开罗乘机抵蓉，10月17日确诊）。
10月19日，四川新增新型冠状病毒肺炎确诊病例3例（均为境外输入）。
10月20日，四川新增新型冠状病毒肺炎确诊病例3例（境外输入，均为10月19日无症状感染者转确诊）。
10月21日，四川新增新型冠状病毒肺炎确诊病例2例（均为境外输入，1例为10月4日自卡塔尔乘机抵蓉，10月21日确诊；1例为10月20日无症状感染者转确诊）。
10月25日，四川新增新型冠状病毒肺炎确诊病例1例（境外输入，为10月24日无症状感染者转确诊）。
10月26日，四川新增新型冠状病毒肺炎确诊病例2例（均为境外输入，1例为10月25日无症状感染者转确诊；1例为10月25日自尼泊尔乘机抵蓉，10月26日确诊）。
10月27日，四川新增新型冠状病毒肺炎确诊病例1例（境外输入，10月26日自缅甸乘机抵蓉，10月27日确诊）。
10月29日，四川新增新型冠状病毒肺炎确诊病例2例（均为境外输入，其中1例为10月17日自沙特阿拉伯乘机抵蓉；1例为10月28日自菲律宾乘机抵蓉；均于10月29日确诊）。
10月30日，四川新增新型冠状病毒肺炎确诊病例4例（均为境外输入，其中1例为10月17日自沙特阿拉伯乘机抵蓉，1例为10月22日自巴基斯坦乘机抵蓉，1例为10月29日自希腊乘机抵蓉，均于10月30日确诊；1例为10月29日无症状感染者转确诊）。
10月31日，四川新增新型冠状病毒肺炎确诊病例1例（境外输入，10月29日自希腊乘机抵蓉，10月31日确诊）。

### 2020年11月
11月1日，四川新增新型冠状病毒肺炎确诊病例2例（境外输入，均为10月30日自巴基斯坦乘机抵蓉，11月1日确诊），新增治愈出院病例1例。
11月2日，四川新增新型冠状病毒肺炎确诊病例8例（均为境外输入，1例为10月30日自巴基斯坦乘机抵蓉，11月2日确诊；3例为11月1日自加拿大乘机抵蓉，11月2日确诊；1例为11月1日自尼泊尔乘机抵蓉，11月2日确诊；3例为11月1日无症状感染者转确诊）。
11月3日，四川新增新型冠状病毒肺炎确诊病例3例（均为境外输入，1例为10月29日自阿尔及利亚乘机抵蓉，11月3日确诊；2例为11月2日无症状感染者转确诊）。
11月4日，四川新增新型冠状病毒肺炎确诊病例4例（均为境外输入，其中2例为10月22日自巴基斯坦乘机抵蓉，11月4日确诊；2例为11月3日无症状感染者转确诊）。
11月5日，四川新增新型冠状病毒肺炎确诊病例2例（均为境外输入，1例为10月30日无症状感染者转确诊；1例为11月4日无症状感染者转确诊）。
11月6日，四川新增新型冠状病毒肺炎确诊病例4例（均为境外输入，2例为11月5日自希腊乘机抵蓉，2例为11月5日自阿尔及利亚乘机抵蓉，均于11月6日确诊）。
11月7日，四川新增新型冠状病毒肺炎确诊病例2例（均为境外输入，其中1例为11月6日无症状感染者转确诊；1例为10月23日自韩国乘机抵蓉，11月7日确诊）。
11月8日，四川新增新型冠状病毒肺炎确诊病例4例（均为境外输入，其中3例为10月29日自阿尔及利亚乘机抵蓉，1例为10月31日自埃及乘机抵蓉，均于11月8日确诊）。
11月9日，四川新增新型冠状病毒肺炎确诊病例3例（均为境外输入，其中2例为11月7日自埃及乘机抵蓉，1例为11月8日自尼泊尔乘机抵蓉，均于11月9日确诊）。
11月10日，四川新增新型冠状病毒肺炎确诊病例2例（均为境外输入，其中1例为11月9日无症状感染者转确诊；1例为11月7日自埃及乘机抵蓉，11月10日确诊）。
11月11日，四川新增新型冠状病毒肺炎确诊病例4例（境外输入，均为11月10日无症状感染者转确诊）。
11月12日，四川新增新型冠状病毒肺炎确诊病例1例（境外输入，为10月30日自巴基斯坦乘机抵蓉，11月12日确诊）。
11月14日，四川锦江宾馆发现1例输入无症状感染者，随后宾馆紧急停业。
11月15日，四川新增新型冠状病毒肺炎确诊病例3例（均为境外输入，2例为11月14日自埃及乘机抵蓉，11月15日确诊；1例为11月13日无症状感染者转确诊）。
11月16日，四川新增新型冠状病毒肺炎确诊病例6例（均为境外输入，其中3例为11月8日自尼泊尔乘机抵蓉，11月16日确诊；1例为11月14日自埃及乘机抵蓉，11月16日确诊；2例为11月15日无症状感染者转确诊）。
11月18日，四川新增新型冠状病毒肺炎确诊病例3例（境外输入，均为11月17日无症状感染者转确诊）。
11月19日，四川新增新型冠状病毒肺炎确诊病例1例（境外输入，11月7日自埃及乘机抵蓉，11月19日确诊）。
11月21日，四川新增新型冠状病毒肺炎确诊病例1例（境外输入，为11月20日无症状感染者转确诊）。
11月23日，四川新增新型冠状病毒肺炎确诊病例3例（境外输入，均为11月22日自尼泊尔乘机抵蓉，11月23日确诊）。
11月25日，四川新增新型冠状病毒肺炎确诊病例1例（境外输入，为11月24日无症状感染者转确诊）。
11月27日，四川新增新型冠状病毒肺炎确诊病例1例（境外输入，为11月26日自埃塞俄比亚乘机抵蓉，11月27日确诊）。
11月28日，四川新增新型冠状病毒肺炎确诊病例1例（境外输入，11月15日自尼泊尔乘机抵蓉，11月28日确诊）。
11月29日，四川新增新型冠状病毒肺炎确诊病例3例（境外输入，2例为11月28日自埃及乘机抵蓉，11月29日确诊；1例为11月28日无症状感染者转确诊）。
11月30日，四川新增新型冠状病毒肺炎确诊病例2例（均为境外输入，1例为11月29日自尼泊尔乘机抵蓉，11月30日确诊;1例为11月29日无症状感染者转确诊）。

### 2020年12月
12月4日，四川新增新型冠状病毒肺炎确诊病例3例（均为境外输入，其中2例为12月3日自埃塞俄比亚乘机抵蓉，12月4日确诊；1例为12月3日无症状感染者转确诊）。
12月5日，四川新增新型冠状病毒肺炎确诊病例1例（境外输入，为12月4日无症状感染者转确诊）。
12月7日，成都市郫都区新增1例新冠肺炎确诊病例。患者卢某某，为69岁女性，居住于郫筒街道太平村11组。当晚，成都市通报新增一宗本土確診病例，是此前公布的確診患者的丈夫。四川省疾病防控专家组组长、省疾病预防控制中心预防医学主任医师祝小平在记者会上表示，病例家的冰箱、门把手的核酸采样检测都为阳性。当日成都市政府宣布，將郫都區郫筒街道太平村列為疫情中風險地區，居住人員原則上不離開當地。此外，四川省新增3例境外输入确诊病例。
12月8日0~6时，成都市新增3例新冠肺炎确诊病例。其中1人为7日郫都区确诊病例的密切接触者筛查发现，另外2人为太平村居民核酸筛查中发现。其中1名确诊患者系20岁女子，系郫都区确诊病例卢某、赵某的孙女，曾先后进入过多家餐厅及酒吧。而涉及的酒吧均已经暂停营业。当日上午，四川省委書記彭清華宣布全省進入戰時狀態，同時要求將疫情影響控制在最小範圍。成都市娱乐行业协会亦下发通知，要求各娱乐行业企业严格按照各级政府的疫情防控要求，顾客入场时应佩戴口罩、查验健康码、检测体温，加强场所消毒工作，确保场所消费人数不超过75%。成都双流国际机场从当日起对所有进入航站楼人员查验“健康码”，经工作人员查验为“绿码”后方可通行；若健康码显示“黄码”或“红码”，需要由机场医护人员进行排查，再做进一步处理。
12月8日晚上9时，成都市政府新闻办召开记者会。会上，成都市卫生健康委员会主任谢强介绍，成都当日新增4例确诊病例和1例无症状感染者。其中，1人为7日确诊病例卢某的孙女，1人为其亲友，近期曾居住在确诊病例家中，另外3人均为太平村村民。上述病例均已转运至成都市公共卫生临床医疗中心隔离治疗。成都市政府决定，成华区崔家店华都云景台小区的风险等级由低风险调整为中风险。此外，四川省新增1例境外输入病例。
12月9日，成都市人民政府新闻办公室举行记者会。成都市卫健委主任谢强介绍，截至12月9日20时，已追踪到上述确诊病例及无症状感染者的密切接触者433人，已完成采样344人，阴性388人，其余结果待出。全市核酸采样48.38万人，累计采样73.9万人，已完成检测39.93万人。除已报告病例外，其余均为阴性。全市已采集环境样本630份，其中阳性14份，阴性553份，其余结果待出。累计检测食品样140件，结果均为阴性。截至9日6时，排查出赵某某密切接触者72人，次密切接触者49人，一般接触者4725人。
12月10日，成都市人民政府新闻办公室举行记者会。成都市卫健委主任谢强表示，12月9日18时-12月10日18时，郫都区在已实施隔离观察的密切接触者第二轮核酸检测筛查中，检出4例阳性，其中确诊病例2例，无症状感染者2例。自12月10日21时起，郫都区郫筒街道菠萝社区中铁奥维尔二期、三期划定为中风险区域。翌日，四川省卫健委发布通报，成都市新增新型冠状病毒肺炎确诊病例4例。12月11日18點起，郫都區所有居民進行免費新冠病毒核酸檢測。
12月11日晚9點，成都市人民政府新聞辦公室舉行记者会。成都衛健委主任謝強介紹，截至12月11日6時，全市新報告確診病例2例，均在郫都區，其中1例為無症狀感染者確診。截至当日18时，成都市已累計完成核酸採樣1458900人，累計檢測1361105人，其中陽性11人（除首發病例），陰性1361093人，其餘結果待出。
12月12日，四川新增新型冠状病毒肺炎确诊病例3例（1例为本地病例，2例为境外输入），其中1例本地病例为12月10日无症状感染者转确诊，另2例为境外输入病例，为12月11日埃塞俄比亚输入无症状感染者转确诊。
12月13日，四川新增新型冠状病毒肺炎确诊病例3例（均为境外输入，1例为12月7日自德国乘机抵蓉、1例为12月10日自埃塞俄比亚乘机抵蓉、1例为12月11日自德国乘机抵蓉，均于12月13日确诊）。
12月14日，四川新增新型冠状病毒肺炎确诊病例6例（1例为本地病例，5例为境外输入）。其中一名确诊患者为四川航空货运航班飞行员，11月29日从洛杉矶飞抵成都，随后集中隔离、核酸检测阴性。12月9日，执飞成都-济南-成都任务后，继续隔离至12月12日，随后自驾赴绵阳江油参加约300人规模的婚宴；12月14日，在成都华西医院就医确诊。根据11月25日民航局修订发布的《运输航空公司、机场疫情防控技术指南（第六版）》，该飞行员属于豁免隔离可继续执勤的人员。翌日12时，确诊飞行员居住过的成都市金牛区万科金域西岭小区实行封闭式管理，并通知居民接受核酸检测。而举办婚宴的绵阳江油巴登酒店也已经封闭，当地正在追踪涉疫情人员的密接、次密接人员，开展流调，核酸排查检测，环境检测及消杀工作。其参加婚宴时的22名密切接触者已经接受集中隔离医学观察。
12月17日，四川新增新型冠状病毒肺炎确诊病例1例（本地病例），该病例为12月8日一确诊病例的侄女。
12月19日，四川新增新型冠状病毒肺炎确诊病例1例（境外输入，12月13日自尼泊尔乘机抵蓉，12月19日确诊）。
12月20日，四川新增新型冠状病毒肺炎确诊病例1例（境外输入，12月13日自尼泊尔乘机抵蓉,12月20日确诊）。
12月21日，四川新增新型冠状病毒肺炎确诊病例2例（均为境外输入，1例为12月11日无症状感染者转确诊，1例为12月20日无症状感染者转确诊）。
12月22日，郫都区唐昌镇永安村8组和成华区崔家店华都云景台小区由中风险地区调整为低风险地区。
12月23日，四川新增新型冠状病毒肺炎确诊病例2例（均为境外输入，为12月22日无症状感染者转确诊）。
12月24日，四川新增新型冠状病毒肺炎确诊病例1例（境外输入，12月22日自印度尼西亚乘机抵蓉,12月24日确诊），新增治愈出院病例1例。
12月25日，四川新增新型冠状病毒肺炎确诊病例1例（境外输入，12月11日自埃及乘机抵蓉，12月25日确诊），新增治愈出院病例2例。
12月27日，四川新增新型冠状病毒肺炎确诊病例1例（境外输入，12月26日自埃及乘机抵蓉，12月27日确诊）。
12月28日，四川新增新型冠状病毒肺炎确诊病例3例（均为境外输入，1例为12月10日自埃塞俄比亚乘机抵蓉，12月28日确诊；2例为12月27日无症状感染者转确诊）。
12月30日，四川新增新型冠状病毒肺炎确诊病例2例（境外输入，均为12月29日无症状感染者转确诊）。
12月31日，四川衛健委公佈12月本土病例感染的原因，是感染病毒的尼泊尔入境人员的隔离点的垃圾未放入指定的存放点，而本土病例中有人曾捡拾隔離點的垃圾，且本土病例的活動軌跡呈现空间聚集性。

### 2021年1月
1月3日，四川新增新型冠状病毒肺炎确诊病例3例（均为境外输入，1例为12月21日自德国乘机抵蓉，2例为1月2日自埃及乘机抵蓉，均于1月3日确诊）。
1月4日，四川新增新型冠状病毒肺炎确诊病例1例（境外输入，为1月3日无症状感染者转确诊）。
1月14日，四川新增新型冠状病毒肺炎确诊病例1例（境外输入，1月12日自印度尼西亚乘机抵蓉，1月14日确诊）。
1月15日，四川新增新型冠状病毒肺炎确诊病例2例（均为境外输入，其中1例为1月10日自尼泊尔乘机抵蓉，1例为1月14日自荷兰乘机抵蓉，均于1月15日确诊）。
1月16日，四川新增新型冠状病毒肺炎确诊病例2例（均为境外输入，1例为1月8日无症状感染者转确诊，1例为1月15日无症状感染者转确诊）。
1月17日，四川新增新型冠状病毒肺炎确诊病例1例（境外输入，为1月8日无症状感染者转确诊）。
1月19日，四川新增新型冠状病毒肺炎确诊病例2例（均为境外输入，1例为2020年12月25日自白俄罗斯到达内蒙古，1月10日自呼和浩特乘机抵蓉；1例为1月18日自缅甸乘机抵蓉，均于1月19日确诊）。
1月22日，四川新增新型冠状病毒肺炎确诊病例1例（境外输入，1月21日自阿尔及利亚乘机抵蓉，1月22日确诊）。
1月26日，四川新增新型冠状病毒肺炎确诊病例1例（境外输入，1月25日自德国乘机抵蓉，1月26日确诊）。
1月27日，四川新增新型冠状病毒肺炎确诊病例1例（境外输入，为1月26日无症状感染者转确诊）。
1月29日，四川新增新型冠状病毒肺炎确诊病例1例（境外输入，为1月28日无症状感染者转确诊）。
1月30日，四川新增新型冠状病毒肺炎确诊病例1例（境外输入，为1月29日自德国乘机抵蓉，1月30日确诊）。

### 2021年2月
2月1日，四川新增新型冠状病毒肺炎确诊病例1例（境外输入，为1月29日自德国乘机抵蓉，2月1日确诊）。
2月2日，四川新增新型冠状病毒肺炎确诊病例2例（境外输入，均为1月31日自尼泊尔乘机抵蓉，2月2日确诊）。
2月8日，四川新增新型冠状病毒肺炎确诊病例1例（境外输入，为2月7日自尼泊尔乘机抵蓉，2月8日确诊）。
2月9日，四川新增新型冠状病毒肺炎确诊病例1例（境外输入，为2月8日自缅甸乘机抵蓉，2月9日确诊）。
2月11日，四川新增新型冠状病毒肺炎确诊病例2例（均为境外输入，1例为2月8日自缅甸乘机抵蓉，2月11日确诊；1例为2月10日无症状感染者转确诊）。
2月13日，四川新增新型冠状病毒肺炎确诊病例1例（境外输入，为2月12日无症状感染者转确诊）。
2月15日，四川新增新型冠状病毒肺炎确诊病例1例（境外输入，为2月14日无症状感染者转确诊）。
2月16日，四川新增新型冠状病毒肺炎确诊病例1例（境外输入，2月8日自缅甸乘机抵蓉，2月16日确诊），新增治愈出院病例2例。
2月17日，四川新增新型冠状病毒肺炎确诊病例2例（境外输入，均为2月4日自阿尔及利亚乘机抵蓉，2月17日确诊），新增治愈出院病例1例。
2月19日，四川新增新型冠状病毒肺炎确诊病例1例（境外输入，为2月18日自阿尔及利亚乘机抵蓉，2月19日确诊）。
2月20日，四川新增新型冠状病毒肺炎确诊病例2例（境外输入，1例为2月4日自阿尔及利亚乘机抵蓉，2月20日确诊，1例为2月19日无症状感染者转确诊）。
2月21日，四川新增新型冠状病毒肺炎确诊病例2例（境外输入，均为2月20日自埃及乘机抵蓉，2月21日确诊）。
2月23日，四川新增新型冠状病毒肺炎确诊病例2例（境外输入，1例为2月8日自缅甸乘机抵蓉，2月23日确诊；1例为2月22日无症状感染者转确诊）。
2月24日，四川新增新型冠状病毒肺炎确诊病例1例（境外输入，为2月23日无症状感染者转确诊）。
2月26日，四川新增新型冠状病毒肺炎确诊病例1例（境外输入，为2月25日无症状感染者转确诊）。
2月28日，四川新增新型冠状病毒肺炎确诊病例9例（均为境外输入，1例为2月20日自埃及乘机抵蓉，6例为2月26日自尼日利亚乘机抵蓉，1例为2月27日自埃及乘机抵蓉，均于2月28日确诊）。

### 2021年3月
3月2日，四川新增新型冠状病毒肺炎确诊病例5例（境外输入，均于2月26日自尼日利亚乘同一航班抵蓉，3月2日确诊）。
3月3日，四川新增新型冠状病毒肺炎确诊病例1例（境外输入，为3月2日无症状感染者转确诊）。
3月5日，四川新增新型冠状病毒肺炎确诊病例1例（境外输入，为3月4日无症状感染者转确诊）。
3月6日，四川新增新型冠状病毒肺炎确诊病例7例（均为境外输入，其中4例为2月26日自尼日利亚乘机抵蓉，3月6日确诊；3例为3月5日无症状感染者转确诊）。
3月7日，四川新增新型冠状病毒肺炎确诊病例2例（均为境外输入，1例为2月20日自埃及乘机抵蓉，3月7日确诊；1例为3月6日无症状感染者转确诊）。
3月8日，四川新增新型冠状病毒肺炎确诊病例4例（境外输入，均为3月7日自尼泊尔乘机抵蓉，3月8日确诊），新增治愈出院病例1例。
3月10日，四川新增新型冠状病毒肺炎确诊病例3例（均为境外输入，其中1例为2月22日自德国乘机抵蓉；1例为3月7日自尼泊尔乘机抵蓉，均于3月10日确诊；1例为3月9日无症状感染者转确诊）。
3月11日，四川新增新型冠状病毒肺炎确诊病例2例（境外输入，均为3月10日无症状感染者转确诊）。
3月15日，四川新增新型冠状病毒肺炎确诊病例6例（均为境外输入，1例为2月26日自尼日利亚乘机抵蓉，2例为3月14日自尼泊尔乘机抵蓉，1例为3月14日自荷兰乘机抵蓉，均于3月15确诊；2例为3月14日无症状感染者转确诊）。
3月16日，四川新增新型冠状病毒肺炎确诊病例2例（均为境外输入，1例为3月15日自德国乘机抵蓉，3月16日确诊；1例为3月15日无症状感染者转确诊），新增治愈出院病例1例。
3月22日，四川新增新型冠状病毒肺炎确诊病例1例（境外输入，为3月21日无症状感染者转确诊）。
3月23日，四川新增新型冠状病毒肺炎确诊病例1例（境外输入，为3月7日自尼泊尔乘机抵蓉，3月23日确诊）。
3月26日，四川新增新型冠状病毒肺炎确诊病例2例（1例为3月24日自柬埔寨乘机抵蓉，3月26日确诊；1例为3月25日无症状感染者转确诊）。
3月27日，四川新增新型冠状病毒肺炎确诊病例2例（均为3月26日无症状感染者转确诊）。
3月28日，四川新增新型冠状病毒肺炎确诊病例2例（境外输入，均为3月27日无症状感染者转确诊）。
3月29日，四川新增新型冠状病毒肺炎确诊病例3例（境外输入，均为3月28日无症状感染者转确诊）。

### 2021年4月
4月1日，四川新增新型冠状病毒肺炎确诊病例1例（境外输入，为3月24日自柬埔寨乘机抵蓉，4月1日确诊）。
4月4日，四川新增3例新型冠状病毒肺炎确诊病例（均为境外输入。1例为3月28日自荷兰乘机抵蓉，1例为4月3日自埃及乘机抵蓉，均于4月4日确诊；1例为4月3日无症状感染者转确诊）。
4月6日，四川新增新型冠状病毒肺炎确诊病例2例（均为境外输入，1例为4月3日自埃及乘机抵蓉，4月6日确诊；1例为4月5日无症状感染者转确诊）。
4月10日，四川新增新型冠状病毒肺炎确诊病例1例（境外输入，4月9日自德国乘机抵蓉，4月10日确诊）。
4月12日，四川新增新型冠状病毒肺炎确诊病例2例（均为境外输入。1例为4月11日自荷兰乘机抵蓉，4月12日确诊；1例为4月11日无症状感染者转确诊）。
4月13日，四川新增新型冠状病毒肺炎确诊病例1例（境外输入，为4月12日无症状感染者转确诊）。
4月14日，四川新增新型冠状病毒肺炎确诊病例1例（境外输入，4月11日自荷兰乘机抵蓉，4月14日确诊）。
4月16日，四川新增新型冠状病毒肺炎确诊病例2例（境外输入。1例为4月15日自阿尔及利亚乘机抵蓉，4月16日确诊；1例为4月15日的无症状感染者转确诊）。
4月17日，四川新增新型冠状病毒肺炎确诊病例2例（境外输入，其中1例为4月1日自荷兰乘机抵蓉；1例为4月8日自荷兰乘机抵蓉，均于4月17日确诊）。
4月19日，四川新增新型冠状病毒肺炎确诊病例1例（境外输入，4月10日自埃及乘机抵蓉，4月19日确诊）。
4月20日，四川新增新型冠状病毒肺炎确诊病例1例（境外输入，4月17日自埃及乘机抵蓉，4月20日确诊）。
4月22日，四川新增新型冠状病毒肺炎确诊病例2例（境外输入，1例为3月25日自阿尔及利亚乘机抵蓉，4月22日确诊；1例为4月21日无症状感染者转确诊）。
4月23日，四川新增新型冠状病毒肺炎确诊病例1例（境外输入，4月22日自阿尔及利亚乘机抵蓉，4月23日确诊）。
4月25日，四川新增新型冠状病毒肺炎确诊病例2例（境外输入，1例为4月18日自荷兰乘机抵蓉，1例为4月24日自埃及乘机抵蓉，均于4月25日确诊）。
4月26日，四川新增新型冠状病毒肺炎确诊病例5例（境外输入，2例为4月11日自荷兰乘机抵蓉，1例为4月25日自尼泊尔乘机抵蓉，均于4月26日确诊；2例为4月25日无症状感染者转确诊）。
4月27日，四川新增新型冠状病毒肺炎确诊病例3例（境外输入，均为4月26日无症状感染者转确诊）。
4月28日，四川新增新型冠状病毒肺炎确诊病例1例（境外输入，4月15日自荷兰乘机抵蓉，4月28日确诊）。
4月30日，四川新增新型冠状病毒肺炎确诊病例2例（境外输入，均为4月29日无症状感染者转确诊）。

### 2021年5月
5月2日，四川新增新型冠状病毒肺炎确诊病例1例（境外输入，为5月1日自埃及乘机抵蓉，5月2日确诊）。
5月3日，四川新增新型冠状病毒肺炎确诊病例6例（均为境外输入，其中1例为4月30日自德国乘机抵蓉，5月3日确诊；5例为5月2日无症状感染者转确诊）。
5月4日，四川新增新型冠状病毒肺炎确诊病例2例（境外输入，其中1例为4月30日自德国乘机抵蓉，5月4日确诊；1例为5月3日无症状感染者转确诊）。
5月5日，四川新增新型冠状病毒肺炎确诊病例2例（均为境外输入，其中1例为4月27日无症状感染者转确诊；1例为5月4日无症状感染者转确诊）。
5月9日，四川新增新型冠状病毒肺炎确诊病例1例（境外输入，为5月8日自埃及乘机抵蓉，5月9日确诊）。
5月10日，四川新增新型冠状病毒肺炎确诊病例4例（境外输入。1例为5月2日自尼泊尔乘机抵蓉，5月10日确诊；3例为5月9日的无症状感染者转确诊）。
5月11日，四川新增新型冠状病毒肺炎确诊病例1例（境外输入，为5月10日无症状感染者转确诊）。
5月12日，四川新增新型冠状病毒肺炎确诊病例1例（境外输入，为5月11日无症状感染者转确诊）。
5月14日，四川新增新型冠状病毒肺炎确诊病例1例（境外输入，4月30日自德国乘机抵蓉，5月14日确诊）。
5月15日，四川新增新型冠状病毒肺炎确诊病例1例（境外输入，4月30日自德国乘机抵蓉，5月15日确诊）。
5月16日，四川新增新型冠状病毒肺炎确诊病例1例（境外输入，4月30日自德国乘机抵蓉，5月16日确诊）。
5月17日，四川新增新型冠状病毒肺炎确诊病例2例（境外输入，1例为5月15日自埃及乘机抵蓉，5月17日确诊。1例为5月16日无症状感染者转确诊）。
5月19日，四川新增新型冠状病毒肺炎确诊病例1例（境外输入，为5月13日自荷兰乘机抵蓉，5月19日确诊）。
5月21日，四川新增新型冠状病毒肺炎确诊病例2例（均为境外输入，其中1例为5月6日自荷兰乘机抵蓉，5月21日确诊；1例为5月20日无症状感染者转确诊）。
5月22日，四川新增新型冠状病毒肺炎确诊病例4例（境外输入。1例为5月15日自埃及乘机抵蓉，5月22日确诊；3例为5月21日的无症状感染者转确诊）。
5月23日，四川新增新型冠状病毒肺炎确诊病例3例（均为境外输入，其中1例为5月6日自荷兰乘机抵蓉，1例为5月22日自埃及乘机抵蓉，均于5月23日确诊。1例为5月22日无症状感染者转确诊）。
5月24日，四川新增新型冠状病毒肺炎确诊病例1例（境外输入，5月23日自荷兰乘机抵蓉，5月24日确诊）。
5月25日，四川新增新型冠状病毒肺炎确诊病例2例（均为境外输入，1例为5月20日自加拿大乘机抵蓉，5月25日确诊；1例为5月24日无症状感染者转确诊）。
5月26日，四川新增新型冠状病毒肺炎确诊病例1例（境外输入，为5月25日无症状感染者转确诊）。
5月27日，四川新增新型冠状病毒肺炎确诊病例3例（均为境外输入，1例为5月6日自荷兰乘机抵蓉，1例为5月22日自埃及乘机抵蓉，1例为5月26日自柬埔寨乘机抵蓉，均于5月27日确诊）。
5月28日，四川新增新型冠状病毒肺炎确诊病例2例（均为境外输入，1例为5月24日自缅甸乘机抵蓉，5月28日确诊；1例为5月27日无症状感染者转确诊）。
5月29日，四川新增新型冠状病毒肺炎确诊病例1例（境外输入，5月6日自荷兰乘机抵蓉，5月29日确诊）。
5月31日，四川新增新型冠状病毒肺炎确诊病例2例（境外输入，均为5月30日自荷兰乘机抵蓉，5月31日确诊）。

### 2021年6月
6月1日，四川新增新型冠状病毒肺炎确诊病例1例（境外输入，5月27日自加拿大乘机抵蓉，6月1日确诊）。
6月2日，四川新增新型冠状病毒肺炎确诊病例2例（均为境外输入，其中1例为5月15日自埃及乘机抵蓉，1例为5月29日自柬埔寨乘机抵蓉，均于6月2日确诊）。
6月3日，四川新增新型冠状病毒肺炎确诊病例2例（境外输入，1例为5月30日自荷兰乘机抵蓉，1例为6月2日自柬埔寨乘机抵蓉，均于6月3日确诊）。
6月4日，四川新增新型冠状病毒肺炎确诊病例1例（境外输入，为6月3日无症状感染者转确诊）。
6月5日，四川新增新型冠状病毒肺炎确诊病例6例（境外输入，1例为5月31日自台湾乘机抵蓉，6月5日确诊；5例为6月4日无症状感染者转确诊）。
6月6日，四川新增新型冠状病毒肺炎确诊病例1例（境外输入，为6月4日自德国乘机抵蓉，6月6日确诊），新增治愈出院病例2例。
6月7日，四川新增新型冠状病毒肺炎确诊病例1例（境外输入，为6月6日的无症状感染者转确诊）。
6月8日，四川新增新型冠状病毒肺炎确诊病例2例（均为境外输入，其中1例为6月7日自台湾乘机抵蓉，1例为6月7日自缅甸乘机抵蓉，均于6月8日确诊）。
6月9日，四川新增新型冠状病毒肺炎确诊病例1例（境外输入，6月4日自德国乘机抵蓉，6月9日确诊）。
6月10日，四川新增新型冠状病毒肺炎确诊病例2例（均为境外输入，1例为6月9日无症状感染者转确诊；1例为5月27日自阿尔及利亚乘机抵蓉，6月10日确诊）。
6月11日，四川新增新型冠状病毒肺炎确诊病例1例（境外输入，6月7日自缅甸乘机抵蓉，6月11日确诊），新增治愈出院病例2例。
6月12日，四川新增新型冠状病毒肺炎确诊病例3例（均为境外输入，其中1例为6月11日自德国乘机抵蓉，6月12日确诊；2例为6月11日无症状感染者转确诊）。
6月13日，四川新增新型冠状病毒肺炎确诊病例4例（均为境外输入，1例为5月30日自荷兰乘机抵蓉，6月13日确诊；3例为6月12日无症状感染者转确诊）。
6月14日，四川新增新型冠状病毒肺炎确诊病例1例（境外输入，为6月13日自荷兰乘机抵蓉，6月14日确诊）。
6月15日，四川新增新型冠状病毒肺炎确诊病例1例（境外输入，为6月14日的无症状感染者转确诊）。
6月16日，四川新增新型冠状病毒肺炎确诊病例1例（境外输入，为6月15日无症状感染者转确诊）。
6月19日，四川新增1例新型冠状病毒肺炎确诊病例（境外输入，为6月18日无症状感染者转确诊）。
6月20日，四川新增新型冠状病毒肺炎确诊病例1例（境外输入，为6月19日自埃及乘机抵蓉，6月20日确诊）。
6月21日，四川新增新型冠状病毒肺炎确诊病例5例（境外输入。1例为6月17日自阿尔及尼亚乘机抵蓉，6月21日确诊；1例为6月16日的无症状感染者转确诊；2例为6月17日的无症状感染者转确诊；1例为6月18日的无症状感染者转确诊）。
6月22日，四川新增新型冠状病毒肺炎确诊病例12例（均为境外输入：1例为6月20日自荷兰乘机抵蓉，6月22日确诊；1例为6月16日无症状感染者转确诊；1例为6月18日无症状感染者转确诊；5例为6月20日无症状感染者转确诊；4例为6月21日无症状感染者转确诊）。
6月23日，四川新增新型冠状病毒肺炎确诊病例3例（均为境外输入：2例为6月21日自台湾乘机抵蓉，6月23日确诊；1例为6月22日无症状感染者转确诊）。
6月24日，四川新增新型冠状病毒肺炎确诊病例5例（均为境外输入：1例为6月19日自埃及乘机抵蓉，6月24日确诊；1例为6月19日自柬埔寨乘机抵蓉，6月24日确诊；1例为6月21日自台湾乘机抵蓉，6月24日确诊；1例为6月23日自柬埔寨乘机抵蓉，6月24日确诊；1例为6月23日无症状感染者转确诊）。
6月25日，四川新增新型冠状病毒肺炎确诊病例6例（均为境外输入：2例为6月17日自加拿大乘机抵蓉，6月25日确诊；1例为6月19日自柬埔寨乘机抵蓉，6月25日确诊；1例为6月20日自荷兰乘机抵蓉，6月25日确诊；1例为6月21日自德国乘机抵蓉，6月25日确诊；1例为6月24日自阿尔及利亚乘机抵蓉，6月25日确诊）。
6月26日，四川新增新型冠状病毒肺炎确诊病例1例（境外输入，为6月25日无症状感染者转确诊）。
6月27日，四川新增新型冠状病毒肺炎确诊病例4例（均为境外输入：1例为6月23日自柬埔寨乘机抵蓉，6月27日确诊；2例为6月26日自柬埔寨乘机抵蓉，6月27日确诊；1例为6月26日无症状感染者转确诊）。
6月28日，四川新增新型冠状病毒肺炎确诊病例2例（均为境外输入：1例为6月24日自阿尔及尼亚乘机抵蓉，6月28日确诊；1例为6月27日无症状感染者转确诊）。
6月29日，四川新增新型冠状病毒肺炎确诊病例1例（境外输入，为6月28日无症状感染者转确诊）。
6月30日，四川新增新型冠状病毒肺炎确诊病例2例（均为境外输入：1例为6月23日自柬埔寨乘机抵蓉，6月30日确诊；1例为6月29日无症状感染者转确诊）。

### 2021年7月
7月2日，四川新增新型冠状病毒肺炎确诊病例6例（均为境外输入：3例为7月1日自阿尔及利亚乘机抵蓉，7月2日确诊；1例为6月21日无症状感染者转确诊；2例为7月1日无症状感染者转确诊）。
7月3日，四川新增新型冠状病毒肺炎确诊病例1例（境外输入，为7月2日无症状感染者转确诊）。
7月4日，四川新增新型冠状病毒肺炎确诊病例2例（均为境外输入，1例为6月30日自柬埔寨乘机抵蓉，7月4日确诊；1例为7月3日无症状感染者转确诊）。
7月6日，四川新增新型冠状病毒肺炎确诊病例1例（境外输入，6月20日自荷兰乘机抵蓉，7月6日确诊）。
7月7日，四川新增新型冠状病毒肺炎确诊病例1例（境外输入，7月1日自阿尔及利亚乘机抵蓉，7月7日确诊）。
7月9日，四川新增新型冠状病毒肺炎确诊病例3例（境外输入，均为7月8日无症状感染者转确诊）。
7月10日，四川新增新型冠状病毒肺炎确诊病例2例（均为境外输入。1例为7月7日自柬埔寨乘机抵蓉，7月10日确诊；1例为7月9日无症状感染者转确诊）。
7月11日，四川新增新型冠状病毒肺炎确诊病例2例（境外输入，均为7月10日无症状感染者转确诊）。
7月12日，四川新增新型冠状病毒肺炎确诊病例1例（境外输入，为7月6日无症状感染者转确诊）。
7月13日，四川新增新型冠状病毒肺炎确诊病例1例（境外输入，为7月12日自缅甸乘机抵蓉，7月13日确诊）。
7月14日，四川新增新型冠状病毒肺炎确诊病例1例（境外输入，为7月13日无症状感染者转确诊）。
7月15日，四川新增新型冠状病毒肺炎确诊病例1例（境外输入，为7月12日自缅甸乘机抵蓉，7月15日确诊）。
7月17日，四川新增新型冠状病毒肺炎确诊病例3例（境外输入，均为7月16日无症状感染者转确诊）。
7月19日，四川新增新型冠状病毒肺炎确诊病例1例（境外输入，为7月5日自德国乘机抵蓉，7月19日确诊）。
7月20日，四川新增新型冠状病毒肺炎确诊病例1例（境外输入，为7月19日自缅甸乘机抵蓉，7月20日确诊）。
7月21日，四川新增新型冠状病毒肺炎确诊病例5例（均为境外输入，其中1例为7月5日自德国乘机抵蓉，7月21日确诊；4例为7月20日无症状感染者转确诊）。
7月22日，四川新增新型冠状病毒肺炎确诊病例2例（境外输入，均为7月21日无症状感染者转确诊）。
7月23日，四川新增新型冠状病毒肺炎确诊病例4例（1例为省外输入本土病例，3例为境外输入病例）。新增省外输入本土病例为绵阳市涪城区某公司人员，7月17日自南京乘机，7月18日抵达绵阳，7月23日确诊。新增境外输入病例中，1例为7月8日自韩国乘机抵蓉，7月23日确诊；1例为7月19日自缅甸乘机抵蓉，7月23日确诊；1例为7月23日自哈萨克斯坦乘机抵蓉，7月23日确诊。
7月24日，四川新增新型冠状病毒肺炎确诊病例1例（境外输入，为7月23日自德国乘机抵蓉，7月24日确诊）。
7月25日，四川省新增1例境内输入无症状感染者。该感染者为7月24日自上海乘机抵达泸州，7月25日诊断为无症状感染者。四川省疾控中心对该无症状感染者陈某的咽试子标本的基因测序结果显示，泸州市无症状感染者感染毒株为Delta变异毒株，与南京禄口机场疫情的病毒基因高度同源。
7月26日，四川新增新型冠状病毒肺炎确诊病例1例（境外输入，7月12日自缅甸乘机抵蓉，7月26日确诊）。
7月27日24时，成都市新增报告新冠肺炎本土确诊病例3例。三人曾前往湖南省张家界市等地旅游，7月25日自常德乘机返回成都。当日，四川省新增境外输入确诊病例2例，均为7月26日无症状感染者转确诊。
7月28日，成都市卫健委副主任何晓通报，7月27日21时至28日18时，成都新增5例本土确诊病例，1例无症状感染者，确诊病例均有湖南活动史。7月28日，四川新增确诊病例4例，其中3例为省外输入本土病例，1例为境外输入病例。其中宜賓市新增1例省外输入新冠肺炎确诊病例，为已实施集中隔离的泸州市新冠肺炎无症状感染者的密切接触者。截止7月29日上午9:44，天府机场共取消航班176架次，取消率64%。
7月29日，四川新增新型冠状病毒肺炎确诊病例1例（境外输入，为7月28日自柬埔寨乘机抵蓉，7月29日确诊）。
7月30日，泸州市江阳区在已隔离人员中，新增1例本土确诊病例。
7月31日，四川新增新型冠状病毒肺炎确诊病例1例（境外输入，7月26日自德国乘机抵蓉，7月31日确诊）。

### 2021年8月
8月1日，四川新增新型冠状病毒肺炎确诊病例2例（境外输入，1例为7月17日自埃及乘机抵蓉，1例为7月31日自埃及乘机抵蓉，均于8月1日确诊）。
8月2日，四川新增新型冠状病毒肺炎确诊病例3例（均为境外输入：1例为7月19日自台湾乘机抵蓉；2例为7月26日自缅甸乘机抵蓉；均于8月2日确诊）。
8月3日，四川新增新型冠状病毒肺炎确诊病例1例（境外输入，为8月2日无症状感染者转确诊）。
8月5日，四川新增新型冠状病毒肺炎确诊病例2例（均为境外输入：1例为7月2日自阿富汗乘机抵达武汉，在武汉隔离21天后，于7月25日抵达广元进行集中隔离，8月5日确诊；1例为8月4日无症状感染者转确诊）。
8月6日，四川新增新型冠状病毒肺炎确诊病例2例（均为境外输入：1例为8月2日自德国乘机抵蓉，8月6日确诊；1例为8月5日无症状感染者转确诊）。
8月7日，四川新增新型冠状病毒肺炎确诊病例2例（境外输入，均为8月6日自德国乘机抵蓉，8月7日确诊）。
8月8日，四川新增新型冠状病毒肺炎确诊病例1例（境外输入，为8月7日无症状感染者转确诊）。
8月9日，四川新增新型冠状病毒肺炎确诊病例3例（均为境外输入：1例为8月4日自泰国乘机抵蓉，8月9日确诊；1例为8月7日无症状感染者转确诊；1例为8月8日无症状感染者转确诊）。
8月10日，四川新增新型冠状病毒肺炎确诊病例3例（均为境外输入：2例为8月6日自德国乘机抵蓉，8月10日确诊；1例为8月9日无症状感染者转确诊）。
8月11日，四川新增新型冠状病毒肺炎确诊病例1例（境外输入，为8月10日无症状感染者转确诊）。
8月12日，四川新增新型冠状病毒肺炎确诊病例2例（境外输入，均为8月11日无症状感染者转确诊）。
8月13日，四川新增新型冠状病毒肺炎确诊病例4例（境外输入，均为8月12日无症状感染者转确诊）。
8月16日，四川新增新型冠状病毒肺炎确诊病例1例（境外输入，为8月15日无症状感染者转确诊）。
8月18日，四川新增新型冠状病毒肺炎确诊病例1例（境外输入，为8月17日无症状感染者转确诊）。
8月19日，四川新增新型冠状病毒肺炎确诊病例1例（境外输入，为8月4日自柬埔寨乘机抵蓉，8月19日确诊）。
8月21日，四川新增新型冠状病毒肺炎确诊病例1例（境外输入，为8月13日自德国乘机抵蓉，8月21日确诊）。
8月22日，四川新增新型冠状病毒肺炎确诊病例1例（境外输入，为8月21日无症状感染者转确诊）。同日起四川恢復跨省遊。
8月23日，四川新增新型冠状病毒肺炎确诊病例2例（境外输入，1例为8月12日无症状感染者转确诊；1例8月22日无症状感染者转确诊）。
8月26日，四川新增新型冠状病毒肺炎确诊病例1例（境外输入，为8月25日无症状感染者转确诊）。
8月27日，四川新增新型冠状病毒肺炎确诊病例1例（境外输入，为8月15日无症状感染者转确诊）。
8月28日，四川新增新型冠状病毒肺炎确诊病例1例（境外输入，为8月27日无症状感染者转确诊）。
8月30日，四川新增新型冠状病毒肺炎确诊病例2例（均为境外输入，1例为8月20日自德国乘机抵蓉，8月30日确诊；1例为8月29日无症状感染者转确诊）。

### 2021年9月
9月2日，四川新增新型冠状病毒肺炎确诊病例1例（境外输入，为9月1日无症状感染者转确诊）。
9月4日，四川新增新型冠状病毒肺炎确诊病例1例（境外输入，为9月3日无症状感染者转确诊）。
9月5日，四川新增新型冠状病毒肺炎确诊病例2例（境外输入，1例为9月3日无症状感染者转确诊；1例为9月4日无症状感染者转确诊）。
9月8日，四川新增新型冠状病毒肺炎确诊病例1例（境外输入，为9月2日自韩国乘机抵蓉，9月8日确诊）。
9月10日，四川新增新型冠状病毒肺炎确诊病例1例（境外输入，为9月9日无症状感染者转确诊）。
9月12日，四川新增新型冠状病毒肺炎确诊病1例（境外输入，为9月11日无症状感染者转确诊）。
9月13日，四川新增新型冠状病毒肺炎确诊病2例（境外输入，1例为8月27日自广州入境集中隔离14天后， 9月10日闭环返回成都居家隔离，9月13日确诊；1例为9月4日无症状感染者转确诊）。
9月15日，四川新增新型冠状病毒肺炎确诊病例2例（境外输入，均为9月14日无症状感染者转确诊），新增治愈出院病例3例。
9月18日，四川新增新型冠状病毒肺炎确诊病例3例（均为境外输入，其中1例为9月14日无症状感染者转确诊，2例为9月17日无症状感染者转确诊）。
9月19日，四川新增新型冠状病毒肺炎确诊病例2例（境外输入，其中1例为9月15日自泰国乘机抵蓉，1例为9月18日自埃及乘机抵蓉，均于9月19日确诊）。
9月21日，四川新增新型冠状病毒肺炎确诊病1例（境外输入，为9月20日无症状感染者转确诊）。
9月30日，四川新增新型冠状病毒肺炎确诊病例1例（境外输入，为9月15日自泰国乘机抵蓉，9月30日确诊）。

### 2021年10月
10月1日，四川新增新型冠状病毒肺炎确诊病例1例（境外输入，为9月30日无症状感染者转确诊）。
10月6日，四川新增新型冠状病毒肺炎确诊病例2例（均为境外输入，1例为9月22日自柬埔寨乘机抵蓉，1例为9月30日自阿尔及利亚乘机抵蓉，均于10月6日确诊）。
10月7日，四川新增新型冠状病毒肺炎确诊病例1例（境外输入，为10月6日自新加坡乘机抵蓉，10月7日确诊）。
10月9日，四川新增新型冠状病毒肺炎确诊病例1例（境外输入，为10月8日无症状感染者转确诊）。
10月11日，四川新增新型冠状病毒肺炎确诊病例1例（境外输入，为10月10日无症状感染者转确诊）。
10月16日，四川新增新型冠状病毒肺炎确诊病例4例（境外输入，均为10月15日无症状感染者转确诊）。
10月17日，四川新增新型冠状病毒肺炎确诊病例2例（均为境外输入，1例为10月16日自埃及乘机抵蓉，10月17日确诊；1例为10月16日无症状感染者转确诊）。
10月24日1时，富顺县发现1例省外关联输入本地新冠肺炎无症状感染者，后于10月27日确诊。
10月25日，四川新增新型冠状病毒肺炎确诊病例1例（境外输入，为10月24日无症状感染者转确诊）。
10月31日，四川新增新型冠状病毒肺炎确诊病例3例（均为境外输入，1例为10月27日自新加坡乘机抵蓉，10月31日确诊；2例为10月30日无症状感染者转确诊）。

### 2021年11月
11月2日，成都金牛区新增1例新冠肺炎本土确诊病例，系外地返蓉人员。当日，四川新增新型冠状病毒肺炎确诊病例2例（本土确诊1例，境外输入1例），新增本土无症状感染者1例（为上述本土确诊病例的密切接触者，11月2日核酸检测阳性）。
11月2日12时-11月3日17时，成都市新增报告2例新冠肺炎本土确诊病例。当日，确诊患者李某因隐瞒其14天内在疫情中高风险地区旅居史，未第一时间向社区报备，涉嫌妨害传染病防治罪已被成都市金牛区警方依法立案侦查。
11月3日18时-11月4日12时，成都市新增报告1例新冠肺炎本土确诊病例。截至当日24时，四川新增新型冠状病毒肺炎确诊病例2例，均为本土病例；新增的另1例为23岁男子，与已公布确诊病例轨迹有重合。
11月4日0-24时，四川新增新型冠状病毒肺炎确诊病例2例。
11月5日，四川新增新型冠状病毒肺炎确诊病例5例（其中，境外输入2例，均为11月4日无症状感染者转确诊；本土3例：1例，男，37岁，为成都市通报的确诊病例6，与外地通报的一确诊病例在蓉活动轨迹有交集；1例，女，31岁，为成都市通报的确诊病例6的妻子；1例，女，54岁，为成都市通报的确诊病例6的岳母，均于11月5日确诊）。当日，达州市中级人民法院发布称，钟某某隐瞒自己曾于2020年1月22日去过湖北省鄂州市的事实并参加多次聚餐，同时隐瞒自己活动轨迹和接触史，谎称期间一家四口均居家未外出，导致其密切接触者中4人确诊被传染，106人被医学隔离，构成妨害传染病防治罪。万源市人民法院以妨害传染病防治罪判处被告人钟某某有期徒刑一年。
11月5日18时—11月6日18时，成都市新增报告4例新冠肺炎本土确诊病例（其中2例为昨日通报的无症状感染者订正），新增2例本土无症状感染者。
11月7日，四川新增新型冠状病毒肺炎确诊病例5例（其中，境外输入1例，为11月6日无症状感染者转确诊;本土4例：2例为11月6日本土无症状感染者转确诊；1例，女，63岁，系成都市通报确诊病例6的同楼栋邻居，11月5日其居住小区纳入封控，11月7日确诊；1例，男，35岁，系成都市通报确诊病例6的同事，11月5日作为密切接触者纳入集中隔离，11月7日确诊）。
11月8日，四川新增新型冠状病毒肺炎确诊病例9例（境外输入2例，均为11月7日无症状感染者转确诊;本土7例，其中2例为11月7日本土无症状感染者转确诊）。
11月9日，四川省疾病预防控制中心副主任唐雪峰介绍，经过流行病调查，此次疫情确诊病例与西北疫情轨迹重叠，属于德尔塔变异株。而早期病例多位年轻人，活动范围广、接触面大、参加活动多，点位涉及酒店、餐馆、会场等，而这些场所人员都较多。其主要特点是：同单位、同家庭、同娱乐场所聚集性发病，传染病强，甚至出现了1传13的个案。当日四川新增新型冠状病毒肺炎确诊病例1例（本土，为成都市通报的确诊病例6的同楼栋居住人员）。
11月12日，四川新增新型冠状病毒肺炎确诊病例1例（本土，为成都市通报的确诊病例6的同事，11月5日作为密切接触者纳入集中隔离，11月12日确诊）。
11月13日，四川新增新型冠状病毒肺炎确诊病例3例（其中，境外输入2例：1例为11月6日自埃及乘机抵蓉，11月13日确诊；1例为11月12日无症状感染者转确诊；本土1例：为重点人群筛查发现，11月13日确诊）。
11月15日，四川新增新型冠状病毒肺炎确诊病例1例（境外输入，为11月14日无症状感染者转确诊）。
11月17日，四川新增新型冠状病毒肺炎确诊病例2例（境外输入，均为11月16日无症状感染者转确诊）。
11月18日，四川新增新型冠状病毒肺炎确诊病例1例（境外输入，为11月17日无症状感染者转确诊）。
11月21日，四川新增新型冠状病毒肺炎确诊病例2例（境外输入，均为11月17日自柬埔寨乘机抵蓉，11月21日确诊）。
11月22日，四川新增新型冠状病毒肺炎确诊病例1例（境外输入，11月21日无症状感染者转确诊）。
11月23日，四川新增新型冠状病毒肺炎确诊病例2例（均为境外输入，1例为11月21日无症状感染者转确诊；1例为11月13日自埃及乘机抵蓉，11月23日确诊）。
11月24日，四川新增新型冠状病毒肺炎确诊病例1例（境外输入，为11月20日自埃及乘机抵蓉，11月24日确诊）。
11月27日，四川新增新型冠状病毒肺炎确诊病例2例（均为境外输入，1例为11月26日无症状感染者转确诊；1例为11月25日自埃塞俄比亚乘机抵蓉，11月27日确诊）。
11月30日，四川新增新型冠状病毒肺炎确诊病例5例（均为境外输入，1例为11月13日自德国乘机抵达青岛，11月27日解除隔离后乘机抵蓉，随即专车闭环转运至广元市集中隔离点，11月30日确诊；1例为11月25日自埃塞俄比亚乘机抵蓉，11月30日确诊；3例为11月29日无症状感染者转确诊）。

### 2021年12月
12月1日，四川新增新型冠状病毒肺炎确诊病例1例（境外输入，为11月30日无症状感染者转确诊）。
12月6日，四川新增新型冠状病毒肺炎确诊病例5例（境外输入，均为12月5日无症状感染者转确诊）。
12月7日，四川新增新型冠状病毒肺炎确诊病例3例（境外输入，其中2例为12月5日无症状感染者转确诊，1例为12月6日无症状感染者转确诊），新增治愈出院病例1例。
12月9日，四川新增新型冠状病毒肺炎确诊病例6例（均为境外输入，其中5例为12月8日无症状感染者转确诊；1例为12月8日自柬埔寨乘机抵蓉，12月9日确诊）。
12月10日，四川新增新型冠状病毒肺炎确诊病例5例（均为境外输入，4例为12月9日无症状感染者转确诊；1例为11月23日自埃塞俄比亚乘机抵达上海，12月8日解除隔离后乘机抵蓉，随即专车闭环转运至广元市集中隔离点，12月10日确诊）。
12月11日，四川新增新型冠状病毒肺炎确诊病例2例（均为境外输入，1例为12月10日无症状感染者转确诊；1例为11月27日自埃及乘机抵蓉，12月11日确诊）。
12月16日，成都发现1例新冠肺炎确诊病例。
12月18日，四川新增新型冠状病毒肺炎确诊病例1例（境外输入，为12月5日无症状感染者转确诊）。
12月19日，四川新增新型冠状病毒肺炎确诊病例1例（境外输入，为12月18日无症状感染者转确诊）。
12月20日，四川新增新型冠状病毒肺炎确诊病例1例（境外输入，为12月19日无症状感染者转确诊）。
12月23日，四川新增新型冠状病毒肺炎确诊病例3例（境外输入，均为12月22日无症状感染者转确诊）。
12月24日，四川新增新型冠状病毒肺炎确诊病例1例（境外输入，为12月23日无症状感染者转确诊）。
12月26日，成都市对闭环管理的入境货机货物搬运工作人员例行检测中，发现1例确诊病例。当日四川新增新型冠状病毒肺炎确诊病例3例（其中，境外输入2例：为12月25日无症状感染者转确诊；本土1例，为成都市闭环管理的入境货机货物搬运工作人员，12月26日确诊）。
12月28日，四川新增新型冠状病毒肺炎确诊病例6例（均为境外输入，1例为12月23日无症状感染者转确诊，2例为12月25日无症状感染者转确诊，3例为12月27日无症状感染者转确诊）。
12月29日，四川新增新型冠状病毒肺炎确诊病例1例（境外输入，为12月26日无症状感染者转确诊）。
12月30日，四川新增新型冠状病毒肺炎确诊病例3例，均为境外输入。
12月31日，四川新增新型冠状病毒肺炎确诊病例2例，均为境外输入。

### 2022年1月
1月1日，四川新增新型冠状病毒肺炎确诊病例4例，均为境外输入。
1月2日，四川新增新型冠状病毒肺炎确诊病例1例（境外输入，为1月1日无症状感染者转确诊）。
1月5日，四川新增新型冠状病毒肺炎确诊病例2例（境外输入，均为1月4日无症状感染者转确诊）。
1月6日，四川新增新型冠状病毒肺炎确诊病例1例（境外输入，为1月5日无症状感染者转确诊）。
1月7日，四川新增新型冠状病毒肺炎确诊病例1例（境外输入，为1月6日无症状感染者转确诊）。
1月8日，四川新增新型冠状病毒肺炎确诊病例8例（境外输入，其中6例为1月6日自加拿大乘机抵蓉，均于1月8日确诊；2例为1月7日无症状感染者转确诊）。
1月9日，四川新增新型冠状病毒肺炎确诊病例1例（境外输入，为1月8日无症状感染者转确诊）。
1月10日，四川新增新型冠状病毒肺炎确诊病例2例（境外输入，均为1月6日自加拿大乘机抵蓉进行集中隔离，1月10日确诊）。
1月11日，四川新增新型冠状病毒肺炎确诊病例1例（境外输入，为1月10日无症状感染者转确诊）。
1月13日，四川新增新型冠状病毒肺炎确诊病例2例（境外输入，1例为2021年12月31日无症状感染者转确诊；1例为2021年12月22日自以色列乘机抵达上海，解除集中隔离后，1月5日自上海乘机抵达成都进行隔离，1月13日确诊）。
1月15日，四川新增新型冠状病毒肺炎确诊病例6例，均为境外输入。
1月16日，四川新增新型冠状病毒肺炎确诊病例5例，(境外输入，均为1月15日无症状感染者转确诊)。
1月17日，四川新增新型冠状病毒肺炎确诊病例3例（境外输入，均为1月15日自尼日尔乘机抵蓉进行集中隔离，均于1月17日确诊）。
1月18日，四川新增新型冠状病毒肺炎确诊病例2例（境外输入，均为1月17日无症状感染者转确诊）。
1月21日，四川新增新型冠状病毒肺炎确诊病例3例（均为境外输入，2例为1月17日无症状感染者转确诊，1例为1月20日无症状感染者转确诊）。
1月22日，四川新增新型冠状病毒肺炎确诊病例4例（境外输入，均为1月21日无症状感染者转确诊）。
1月23日，四川新增新型冠状病毒肺炎确诊病例2例（境外输入，均为1月22日自埃及乘机抵蓉，1月23日确诊）。
1月26日，四川新增新型冠状病毒肺炎确诊病例1例（境外输入，为1月22日自埃及乘机抵蓉进行集中隔离，1月26日确诊）。
1月29日，四川新增新型冠状病毒肺炎确诊病例1例（境外输入，为1月28日自尼日利亚乘机抵蓉进行集中隔离，1月29日确诊）。

### 2022年2月
2月5日，四川新增新型冠状病毒肺炎确诊病例3例（境外输入，均为2月4日无症状感染者转确诊）。
2月7日，四川新增新型冠状病毒肺炎确诊病例3例（均为境外输入，2例为2月4日无症状感染者转确诊，1例为2月6日无症状感染者转确诊）。
2月8日，四川新增新型冠状病毒肺炎确诊病例1例（境外输入，为2月7日无症状感染者转确诊）。
2月11日，四川新增新型冠状病毒肺炎确诊病例5例（均为境外输入，1例为2月9日自新加坡乘机抵蓉进行集中隔离，2月11日确诊，4例为2月10日无症状感染者转确诊）。
2月12日，四川新增新型冠状病毒肺炎确诊病例1例（境外输入，为2月11日无症状感染者转确诊）。
2月13日，四川新增新型冠状病毒肺炎确诊病例1例（境外输入，为2月12日无症状感染者转确诊）。
2月14日，四川新增新型冠状病毒肺炎确诊病例1例（境外输入，为2月13日无症状感染者转确诊）。
2月15日，四川新增新型冠状病毒肺炎确诊病例1例（境外输入，为2月14日无症状感染者转确诊）。
2月16日，四川新增新型冠状病毒肺炎确诊病例2例（均为境外输入，1例为2月15日无症状感染者转确诊；1例为2月15日自香港乘机抵蓉进行隔离，2月16日确诊）。
2月17日，四川新增新型冠状病毒肺炎确诊病例1例（境外输入，为2月13日自香港乘机抵蓉进行隔离，2月17日确诊）。
2月18日，四川新增新型冠状病毒肺炎确诊病例2例（境外输入，1例为2月15日自香港乘机抵蓉进行隔离，2月18日确诊；1例为2月17日无症状感染者转确诊）。
2月19日，四川新增新型冠状病毒肺炎确诊病例2例（境外输入，1例为2月15日无症状感染者转确诊；1例为2月18日自香港乘机抵蓉进行隔离，2月19日确诊），新增本土无症状感染者2例，其中1例为2月16日自省外返回泸州，另1例为该无症状感染者的女儿。
2月20日，成都高新区发现一例新冠病毒核酸检测阳性人员，经市疾控中心复核为阳性。结合临床、影像学表现和实验室核酸检测结果，临床专家组诊断为新冠肺炎确诊病例（轻型）。当日四川省新增新型冠状病毒肺炎确诊病例9例（均在成都市）。其中本土4例，病例1为成都市2月20日公布的确诊病例，系2月19日主动就诊，2月20日确诊；病例2-4均为病例1的密切接触者，2月20日纳入管控并确诊；境外输入5例，2例为2月19日无症状感染者转确诊，1例为2月15日自香港乘机抵蓉进行隔离，2月20日确诊，1例为2月18日自香港乘机抵蓉进行隔离，2月20日确诊，1例为2月19日自埃及乘机抵蓉进行隔离，2月20日确诊。
2月21日，四川省新增新型冠状病毒肺炎确诊病例8例。其中本土5例，3例（病例5、6、7），均为病例4的密切接触者，为2月21日本土无症状感染者转确诊，2例（病例8、9），均为密接人员排查发现，2月21日确诊；境外输入3例（在成都市）：2例为2月16日自新加坡乘机抵蓉进行隔离，2月21日确诊，1例为2月17日自阿尔及利亚乘机抵蓉进行隔离，2月21日确诊。新增本土无症状感染者2例（泸州1例、成都1例），1例为2月19日泸州市公布的无症状感染者的密切接触者，2月19日纳入管控；1例为2月20日一名未成年入境确诊病例的密切接触者，在集中隔离场所发现，为闭环管理人员。
2月22日，四川新增新型冠状病毒肺炎确诊病例10例。其中本土6例（在成都市），均于2月22日确诊；境外输入4例（在成都市）：1例为2月16日自柬埔寨乘机抵蓉进行隔离，2月22日确诊，3例为2月21日无症状感染者转确诊。新增本土无症状感染者5例（成都市4例，泸州市1例)：4例为成都市确诊病例的密切接触者；1例为泸州市无症状感染者的密切接触者。
2月23日，四川新增新型冠状病毒肺炎确诊病例9例。其中本土6例（在成都市，3例为2月22日无症状感染者转确诊，3例为成都市确诊病例的密切接触者）；境外输入3例（在成都市）：1例为2月22日无症状感染者转确诊，2例为2月22日自香港乘机抵蓉进行隔离，2月23日确诊。新增本土无症状感染者4例（在成都市)：2例为成都市确诊病例的密切接触者，
2例与成都市确诊病例的轨迹有重合。
2月24日，四川新增新型冠状病毒肺炎确诊病例12例。其中本土5例（在成都市）：2例为2月23日无症状感染者转确诊，3例为成都市确诊病例的密切接触者；境外输入7例，6例在成都，均为2月23日无症状感染者转确诊；1例在凉山，为2021年12月6日自老挝入境云南，解除隔离后，1月26日抵达凉山，2月24日确诊。新增本土无症状感染者4例，2例在德阳，1例为本土确诊病例的密切接触者，1例为本土无症状感染者的密切接触者；2例在绵阳，均为本土无症状感染者的密切接触者。
2月25日，四川新增新型冠状病毒肺炎确诊病例2例，均为成都市本土病例的密切接触者。新增本土无症状感染者2例，1例在成都，为本土无症状感染者的密切接触者，1例在眉山，为本土无症状感染者的密切接触者。
2月26日，四川新增新型冠状病毒肺炎确诊病例9例。其中本土3例（成都市2例，眉山市1例）：2例为成都市确诊病例的密切接触者；1例为眉山市无症状感染者转确诊。境外输入6例，其中2例为2月25日无症状感染者转确诊，4例为2月25日自香港乘机抵蓉进行隔离，2月26日确诊。
2月27日，四川新增新型冠状病毒肺炎确诊病例3例（境外输入，均为2月26日无症状感染者转确诊，无本土病例）。新增本土无症状感染者1例（在绵阳市），为本土无症状感染者的密切接触者，于2月24日纳入集中隔离管控，2月27日确诊。
2月28日，四川新增新型冠状病毒肺炎确诊病例3例（本土1例，为成都市本土确诊病例的密切接触者，于2月20日纳入闭环管理，2月28日确诊；境外输入2例：1例为2月27日无症状感染者转确诊，1例为2月27日自香港乘机抵蓉进行隔离，2月28日确诊）。新增本土无症状感染者1例，为成都市本土确诊病例的密切接触者，于2月20日纳入闭环管理，2月28日诊断为无症状感染者。

### 2022年3月
3月1日，四川新增新型冠状病毒肺炎确诊病例6例。其中本土3例（在成都市）：1例为2月23日无症状感染者转确诊，1例为2月28日无症状感染者转确诊，1例为成都市确诊病例的密切接触者，于2月22日纳入隔离管控，3月1日确诊；境外输入3例（在成都市）：1例为2月25日自中国香港乘机抵蓉进行隔离，2例为2月28日自香港乘机抵蓉进行隔离，均于3月1日确诊。新增本土无症状感染者1例（在绵阳市），为本土无症状感染者的密切接触者，于2月24日纳入隔离管控，3月1日诊断为无症状感染者。
3月2日，四川新增新型冠状病毒肺炎确诊病例9例。其中，本土1例（在成都市）：为成都市确诊病例的密切接触者，2月21日纳入集中隔离管理，3月2日确诊；境外输入8例（在成都市）：2例为3月1日自香港乘机抵蓉进行隔离，3月2日确诊，6例为3月1日无症状感染者转确诊。
3月3日，四川新增新型冠状病毒肺炎确诊病例13例，均为境外输入：4例为3月2日无症状感染者转确诊，1例为2月24日自埃塞俄比亚乘机抵蓉进行隔离，1例为2月25日自香港乘机抵蓉进行隔离，3例为2月28日自香港乘机抵蓉进行隔离，3例为3月2日自香港乘机抵蓉进行隔离，1例为3月2日自柬埔寨乘机抵蓉隔离，均于3月3日确诊。
3月4日，四川新增新型冠状病毒肺炎确诊病例9例。其中本土1例，为境外输入确诊病例的密切接触者，2月21日诊断为无症状感染者，3月4日转确诊。境外输入8例（在成都市），2例为2月25日自香港乘机抵蓉进行隔离，1例为2月28日自香港乘机抵蓉进行隔离，均于3月4日确诊。1例为2月28日无症状感染者转确诊，4例为3月3日无症状感染者转确诊。
3月5日，四川新增新型冠状病毒肺炎确诊病例10例，均为境外输入：1例为3月4日无症状感染者转确诊，1例为3月2日自香港乘机抵蓉进行隔离，1例为3月3日自阿尔及利亚乘机抵蓉进行隔离，1例为3月3日自加拿大乘机抵蓉进行隔离，5例为3月3日自韩国乘机抵蓉进行隔离，1例为3月4日自香港乘机抵蓉进行隔离，均于3月5日确诊。
3月6日，四川新增新型冠状病毒肺炎确诊病例11例，均为境外输入：1例为2月25日自香港乘机抵蓉进行隔离，1例为3月4日自香港乘机抵蓉进行隔离，均于3月6日确诊；9例为3月5日无症状感染者转确诊。
3月7日，四川新增新型冠状病毒肺炎确诊病例2例（境外输入，均为3月6日无症状感染者转确诊）。
3月8日，四川新增新型冠状病毒肺炎确诊病例13例，均为境外输入：1例为3月6日无症状感染者转确诊，4例为3月7日无症状感染者转确诊，1例为3月3日自韩国乘机抵蓉进行隔离，3例为3月6日自香港乘机抵蓉进行隔离，4例为3月7日自香港乘机抵蓉进行隔离。
3月9日，四川新增新型冠状病毒肺炎确诊病例4例，均为境外输入（在成都市）。
3月10日，四川新增新型冠状病毒肺炎确诊病例6例，均为境外输入（在成都市），均为3月9日无症状感染者转确诊。
3月11日，四川新增新型冠状病毒肺炎确诊病例12例，均为境外输入（在成都市）。
3月12日，四川新增新型冠状病毒肺炎确诊病例12例，均为境外输入（在成都市）。
3月13日，四川新增新型冠状病毒肺炎确诊病例8例，均为境外输入（在成都市）。
3月14日，四川新增新型冠状病毒肺炎确诊病例4例，均为境外输入（在成都市）；新增无症状感染者9例， 其中本土2例（在宜宾市）， 境外输入7例（成都6例，遂宁1例）。
3月15日，四川新增新型冠状病毒肺炎确诊病例9例，均为境外输入（在成都市），其中6例为3月14日无症状感染者转确诊；新增无症状感染者4例，均为境外输入（在成都市）。
3月16日，四川新增新型冠状病毒肺炎确诊病例2例，均为境外输入（在成都市），均为3月15日无症状感染者转确诊。
3月17日，四川省新增本土无症状感染者1例，为境外输入关联病例，在全程闭环管理中发现。
3月18日，四川新增新型冠状病毒肺炎确诊病例4例，均为境外输入（在成都市）。
3月19日，四川新增新型冠状病毒肺炎确诊病例4例（境外输入，在成都市，均为3月18日无症状感染者转确诊）。
3月20日，四川新增新型冠状病毒肺炎确诊病例2例，均为境外输入（在成都市）。
3月21日，四川新增新型冠状病毒肺炎确诊病例6例（境外输入，在成都市，均为3月20日无症状感染者转确诊）。
3月22日，四川新增新型冠状病毒肺炎确诊病例7例，均为境外输入（在成都市）。
3月23日，四川新增新型冠状病毒肺炎确诊病例12例，其中本土1例（在广安市），境外输入11例（在成都市）。
3月24日，四川无新增本土确诊病例、无症状感染者；新增境外输入确诊病例6例（其中5例为既往通报的无症状感染者转确诊）、无症状感染者22例。
3月25日，四川无新增本土确诊病例、无症状感染者；新增境外输入确诊病例12例（其中9例为既往通报的无症状感染者转确诊）、无症状感染者5例。
3月26日，四川省新增境外输入确诊病例12例（其中11例为既往通报的无症状感染者转确诊）、无症状感染者14例。
3月27日，四川新增境外输入确诊病例12例（其中10例为既往通报的无症状感染者转确诊）、无症状感染者11例。
3月28日，四川省新增本土无症状感染者1例；新增境外输入确诊病例27例（其中18例为既往通报的无症状感染者转确诊）、无症状感染者14例。
3月29日，四川省新增境外输入确诊病例24例（其中20例为既往通报的无症状感染者转确诊），新增境外输入无症状感染者19例。
3月30日，四川新增本土确诊病例3例，新增境外输入确诊病例18例（其中17例为既往通报的无症状感染者转确诊），新增境外输入无症状感染者13例。
3月31日，四川新增本土确诊病例1例，新增本土无症状感染者2例，新增境外输入确诊病例19例（其中17例为既往通报的无症状感染者转确诊）。

### 2022年4月
4月1日，四川新增本土确诊病例2例（其中1例为既往通报的无症状感染者转确诊），新增境外输入确诊病例22例（其中20例为既往通报的无症状感染者转确诊）。
4月2日，四川新增本土确诊病例6例（其中1例为既往通报的无症状感染者转确诊），新增本土无症状感染者5例，新增境外输入确诊病例30例（其中19例为既往通报的无症状感染者转确诊）。
4月3日，四川新增本土确诊病例10例（成都市9例，其中3例为既往通报的无症状感染者转确诊；乐山市1例），新增本土无症状感染者9例（成都市4例，乐山市3例，资阳市1例，凉山州1例），新增境外输入确诊病例14例（均为成都既往通报的无症状感染者转确诊）。
4月4日，四川新增本土确诊病例12例（成都市10例，其中4例为既往通报的无症状感染者转确诊；乐山市2例，其中1例为既往通报的无症状感染者转确诊），新增本土无症状感染者9例（成都市4例，乐山市4例，遂宁市1例），新增境外输入确诊病例34例（其中14例为既往通报的无症状感染者转确诊），新增境外输入无症状感染者12例（均在成都市）。
4月5日，四川新增本土确诊病例10例（均在成都市，其中2例为既往通报的无症状感染者转确诊），新增本土无症状感染者4例（成都市3例，南充市1例），新增境外输入确诊病例14例（其中13例为既往通报的无症状感染者转确诊），新增境外输入无症状感染者8例（均在成都市）。
4月6日，四川新增本土确诊病例10例（成都市7例，其中4例为既往通报的无症状感染者转确诊；乐山市2例，均为既往通报的无症状感染者转确诊；遂宁市1例），新增本土无症状感染者4例（成都市1例，遂宁市1例，乐山市2例），新增境外输入确诊病例11例（均在成都市，其中9例为既往通报的无症状感染者转确诊），新增境外输入无症状感染者8例（均在成都市）。
4月7日，四川新增本土确诊病例5例（成都市4例，其中1例为既往通报的无症状感染者转确诊；遂宁市1例），新增境外输入确诊病例9例（在成都市，均为既往通报的无症状感染者转确诊），新增境外输入无症状感染者2例（均在成都市）。
4月8日，四川新增本土无症状感染者2例（成都市1例，乐山市1例），新增境外输入确诊病例1例（在成都市，为既往通报的无症状感染者转确诊），新增境外输入无症状感染者3例（均在成都市）。
4月9日，四川新增本土确诊病例2例（在成都市，其中1例为既往通报的无症状感染者转确诊），新增本土无症状感染者2例（成都市1例，遂宁市1例），新增境外输入确诊病例4例（均在成都市），新增境外输入无症状感染者13例（均在成都市）。
4月10日，四川新增本土确诊病例2例（在成都市，为既往无症状感染者转确诊），新增本土无症状感染者1例（在绵阳市），新增境外输入确诊病例8例（均在成都市，其中7例为既往无症状感染者转确诊），新增境外输入无症状感染者10例（均在成都市）。
4月11日，四川新增本土确诊病例2例（在成都市），无新增本土无症状感染者，新增境外输入确诊病例5例（均在成都市，其中2例为既往通报的无症状感染者转确诊），新增境外输入无症状感染者4例（成都市3例，宜宾市1例）。
4月12日，四川无新增本土确诊病例，新增本土无症状感染者3例（均在绵阳市），新增境外输入确诊病例1例（在成都市，为既往通报的无症状感染者转确诊）。
4月13日，四川新增境外输入确诊病例5例（均在成都市，其中2例为既往通报的无症状感染者转确诊），新增境外输入无症状感染者3例（均在成都市）。
4月14日，四川新增本土确诊病例1例（在成都市），新增境外输入确诊病例2例（在成都市），新增境外输入无症状感染者11例（成都市10例，广安市1例）。
4月15日，四川省新增境外输入确诊病例1例（在成都市），新增境外输入无症状感染者6例（在成都市）。
4月16日，四川省新增境外输入确诊病例4例（在成都市），新增境外输入无症状感染者14例（在成都市）。
4月17日，四川新增境外输入确诊病例5例（在成都市，其中1例为既往通报的无症状感染者转确诊），新增境外输入无症状感染者14例（在成都市）。
4月18日，四川新增境外输入确诊病例4例（在成都市，其中1例为既往通报的无症状感染者转确诊），新增境外输入无症状感染者10例（在成都市）。
4月19日，四川新增境外输入确诊病例3例（在成都市，其中1例为既往通报的无症状感染者转确诊），新增境外输入无症状感染者17例（在成都市）。
4月20日，四川新增本土确诊病例4例（广安市2例，巴中市2例），新增本土无症状感染者4例（广安市3例，巴中市1例），新增境外输入无症状感染者19例（在成都市）。
4月21日，四川新增本土确诊病例1例（在巴中市，为既往通报的无症状感染者转确诊），新增境外输入确诊病例1例（在成都市），新增境外输入无症状感染者14例（在成都市）。
4月22日，四川省新增境外输入确诊病例1例（在成都市）。
4月23日，四川省新增境外输入确诊病例1例（在成都市）。
4月24日，四川新增本土确诊病例1例（在巴中市），新增境外输入确诊病例2例（在成都市）。
4月25日，四川新增本土确诊病例1例（在成都市），新增本土无症状感染者2例（成都市1例，巴中市1例）。
4月26日，四川新增本土确诊病例2例（在巴中市，1例为既往通报的无症状感染者转确诊），新增境外输入确诊病例2例（在成都市）。
4月27日，四川新增本土确诊病例1例（在巴中市），新增本土无症状感染者1例（在宜宾市），新增境外输入确诊病例3例（在成都市），新增境外输入无症状感染者7例（在成都市）。
4月28日，四川新增本土确诊病例3例（成都市1例，巴中市1例，达州市1例），新增本土无症状感染者2例（达州市1例，内江市1例），新增境外输入确诊病例1例（在成都市），新增境外输入无症状感染者17例（在成都市）。
4月29日，四川新增本土确诊病例26例（在成都市，均为外省援建方舱医院返蓉人员），新增本土无症状感染者10例（在成都市，均为外省援建方舱医院返蓉人员），新增境外输入确诊病例1例（在成都市），新增境外输入无症状感染者10例（在成都市）。
4月30日，四川新增本土确诊病例6例（德阳市1例、成都市5例），新增本土无症状感染者4例（在成都市），新增境外输入确诊病例1例（在成都市），新增境外输入无症状感染者8例（在成都市）。

### 2022年5月
5月1日，四川新增本土确诊病例6例（成都市5例，其中1例为既往通报的无症状感染者转确诊；达州市1例），新增本土无症状感染者1例（在达州市），新增境外输入确诊病例2例（在成都市），新增境外输入无症状感染者3例（在成都市）。
5月2日，四川新增本土确诊病例1例（在成都市），新增境外输入确诊病例5例（在成都市），新增境外输入无症状感染者6例（在成都市）。
5月3日，四川新增本土确诊病例1例（在成都市），新增本土无症状感染者1例（在成都市），新增境外输入无症状感染者2例（在成都市）。
5月4日，四川新增本土确诊病例1例（在成都市）。
5月5日，四川省新增境外输入确诊病例1例（在成都市）。
5月6日，四川省新增本土无症状感染者3例（达州市1例，巴中市2例），新增境外输入确诊病例1例（在成都市）。
5月7日，新增本土无症状感染者1例（在达州市），新增境外输入无症状感染者6例（在成都市）。
5月9日，四川省新增本土无症状感染者3例（在广安），新增境外输入确诊病例1例（在成都）。本轮疫情指示病例为一名上海返回邻水的人员。
5月10日，四川省新增本土无症状感染者9例（自贡1例、广安8例），新增境外输入确诊病例1例（在成都）。邻水县实施全域封闭静态管理。
5月11日，四川省新增本土无症状感染者25例（在广安）。
5月12日，四川新增本土确诊病例6例（广安5例，其中4例为既往通报的无症状感染者转确诊；德阳1例），新增本土无症状感染者94例（宜宾3例，乐山4例，广安87例），新增境外输入无症状感染者3例（在成都）。华蓥市实施全域临时静态管理。
5月13日，四川新增本土确诊病例3例（广安2例，其中1例为既往通报的无症状感染者转确诊；宜宾1例，为既往通报的无症状感染者转确诊），新增本土无症状感染者90例（乐山1例，广安89例）。
5月14日，四川新增本土确诊病例13例（在广安，其中2例为既往通报的无症状感染者转确诊），新增本土无症状感染者196例（资阳1例，乐山2例，广安193例），新增境外输入确诊病例1例（在成都），新增境外输入无症状感染者1例（在成都）。
5月15日，四川新增本土确诊病例14例（在广安），新增本土无症状感染者74例（巴中1例，乐山1例，达州3例，广安69例）。5月9日以来，广安市累计报告本土确诊病例34例（邻水县33例，广安区1例），本土无症状感染者467例（邻水县463例、岳池县1例、广安区3例）。廣安此輪疫情已发生外溢。5月10日以来，重庆市江北区、渝北区和南岸区也发现3名邻水县首例感染者的密切接触者被感染。
5月16日，邻水县开展新一轮全域全员核酸检测，期間全县所有商场、超市、农贸市场等场所不得营业。当日四川新增本土确诊病例16例（达州1例，广安15例），新增本土无症状感染者73例（成都1例，广安72例）。广安疫情外溢至四川省德阳市、乐山市、达州市，广东省深圳市，重庆市。
5月17日，四川新增本土确诊病例49例（巴中1例，为既往通报的无症状感染者转确诊；广安48例，其中1例为既往通报的无症状感染者转确诊），新增本土无症状感染者152例（乐山4例，广安148例）。
5月18日，四川新增本土确诊病例34例（资阳1例，为既往通报的无症状感染者转确诊，广安33例），新增本土无症状感染者115例（乐山3例，广安112例），新增境外输入确诊病例7例（在成都，其中2例为既往通报的无症状感染者转确诊），新增境外输入无症状感染者5例（在成都）。广安市全市党政机关、企事业单位实行居家办公、闭环管理；5月19日起市民非必要不外出，原则上不离广。廣安于48小时内将华泰医院改建成方舱医院，改建床位约800张。
5月19日，四川新增本土确诊病例20例（在广安），新增本土无症状感染者102例（在广安）。
5月20日，四川新增本土确诊病例32例（在广安，其中15例为既往通报的无症状感染者转确诊），新增本土无症状感染者77例（乐山1例，广安76例），新增境外输入确诊病例2例（在成都），新增境外输入无症状感染者4例（在成都）。當天广安有800张床位的方舱医院华泰病区开舱。
5月21日，四川新增本土确诊病例12例（在广安，其中3例为既往通报的无症状感染者转确诊），新增本土无症状感染者35例（乐山1例，广安34例）。
5月22日，四川新增本土确诊病例2例（在广安，均为既往通报的无症状感染者转确诊），新增本土无症状感染者29例（在广安），新增境外输入确诊病例3例（在成都）。
5月23日，广安邻水县宣佈实现社会面清零。当日四川新增本土确诊病例19例（成都1例；广元1例；广安17例，其中8例为既往通报的无症状感染者转确诊），新增本土无症状感染者24例（在广安），新增境外输入确诊病例2例（在成都）。
5月24日，四川新增本土确诊病例5例（在广安，其中1例为既往通报的无症状感染者转确诊），新增本土无症状感染者4例（在广安），新增境外输入确诊病例3例（在成都，其中1例为既往通报的无症状感染者转确诊）。
5月25日，四川省新增本土无症状感染者12例（成都1例，广安11例），新增境外输入确诊病例2例（在成都）。
5月26日，四川新增本土确诊病例2例（在广安），新增本土无症状感染者8例（成都2例，广安6例），新增境外输入确诊病例4例（在成都，其中1例为既往通报的无症状感染者转确诊）。
5月27日，四川省新增本土无症状感染者3例（成都1例，广安2例），新增境外输入确诊病例2例（在成都，其中1例为既往通报的无症状感染者转确诊）。
5月28日，四川新增本土确诊病例1例（在广安，为既往通报的无症状感染者转确诊），新增本土无症状感染者4例（成都1例，广元1例，巴中1例，广安1例），新增境外输入确诊病例6例（在成都，其中2例为既往通报的无症状感染者转确诊）。
5月29日，四川无新增本土感染者，新增境外输入确诊病例1例（在成都）。
5月30日，四川新增本土确诊病例1例（在广安，为既往通报的无症状感染者转确诊），新增本土无症状感染者1例（在巴中），新增境外输入确诊病例1例（在成都）。
5月31日，四川省新增本土无症状感染者3例（成都1例，广元1例，广安1例），新增境外输入确诊病例2例（在成都）。

### 2022年6月
6月1日，四川新增本土确诊病例1例（在巴中，为既往通报的无症状感染者转确诊），新增本土无症状感染者3例（成都1例，广元2例），新增境外输入确诊病例3例（在成都）。
6月2日，四川新增本土确诊病例1例（在成都）。
6月3日，四川省新增本土无症状感染者3例（宜宾1例，广安1例，内江1例），新增境外输入确诊病例4例（在成都）。
6月4日，四川省新增境外输入确诊病例5例（在成都）。
6月5日，四川省新增本土无症状感染者5例（成都3例，广元2例）。
6月6日，四川新增本土确诊病例3例（成都2例，其中1例为既往通报的无症状感染者转确诊；巴中1例），新增本土无症状感染者2例（成都1例，德阳1例），新增境外输入确诊病例1例（在成都，为既往通报的无症状感染者转确诊）。
6月7日，四川新增本土确诊病例1例（在广元），新增本土无症状感染者3例（成都2例，巴中1例）。
6月8日，四川省新增境外输入确诊病例1例（在成都），新增境外输入无症状感染者7例（在成都）。
6月9日，四川省新增境外输入确诊病例1例（在成都，为既往通报的无症状感染者转确诊）。
6月10日，四川省新增境外输入确诊病例1例（在成都，为既往通报的无症状感染者转确诊）。
6月12日，四川省新增本土无症状感染者1例（在泸州），新增境外输入确诊病例1例（在成都）。
6月13日，四川省新增本土无症状感染者2例（在成都）。
6月14日，四川省新增境外输入确诊病例2例（在成都）。
6月15日，四川省新增境外输入确诊病例1例（在成都，为既往通报的无症状感染者转确诊）。
6月16日，四川省新增本土无症状感染者1例（在乐山），新增境外输入确诊病例2例（在成都）。
6月17日，四川省新增境外输入确诊病例1例（在成都）。
6月22日，四川省新增境外输入确诊病例1例（在成都）。
6月23日，四川省新增境外输入确诊病例2例（在成都，其中1例为既往通报的无症状感染者转确诊）。
6月24日，四川省新增境外输入确诊病例4例（在成都，其中2例为既往通报的无症状感染者转确诊）。
6月25日，四川省新增境外输入确诊病例2例（在成都，其中1例为既往通报的无症状感染者转确诊）。
6月26日，四川省新增境外输入确诊病例1例（在成都）。
6月28日，四川省新增本土无症状感染者1例（在广元），新增境外输入确诊病例1例（在成都）。
6月29日，四川省新增境外输入确诊病例1例（在成都）。
6月30日，四川省新增本土无症状感染者1例（在巴中），新增境外输入确诊病例2例（在成都）。

### 2022年7月
7月1日，四川省新增本土无症状感染者1例（在巴中）。
7月2日，四川省新增境外输入确诊病例1例（在成都）。
7月3日，四川省新增本土无症状感染者1例（在成都），新增境外输入确诊病例1例（在成都）。
7月5日，四川新增本土确诊病例1例（在成都，为既往通报的境外输入关联本土无症状感染者转确诊），新增本土无症状感染者1例（在巴中），新增境外输入确诊病例1例（在成都）。
7月7日，四川省新增境外输入确诊病例3例（在成都，其中1例为既往通报的无症状感染者转确诊）。
7月8日，四川省新增境外输入确诊病例1例（在成都，为既往通报的无症状感染者转确诊）。
7月10日，四川省新增境外输入确诊病例7例（在成都，其中1例为既往通报的无症状感染者转确诊）。
7月11日，四川新增本土确诊病例1例（在巴中，为既往通报的无症状感染者转确诊），新增境外输入确诊病例1例（在成都）。
7月12日，新增境外输入确诊病例1例（在成都，为既往通报的无症状感染者转确诊）。
7月13日，新增本土无症状感染者1例（在内江），新增境外输入确诊病例3例（在成都），新增境外输入无症状感染者1例（在成都）。
7月14日，新增境外输入确诊病例3例（在成都）。
7月15日，成都锦江区发现1例新冠病毒核酸检测阳性人员，经市疾控中心复核为阳性。经临床专家组诊断为新冠肺炎确诊病例（普通型）。
7月16日，成都市多區开展第二轮全员核酸检测。 当日，四川新增本土确诊病例7例（成都5例，眉山1例，广元1例），新增本土无症状感染者5例（成都1例，眉山3例，广元1例），新增境外输入确诊病例3例（均在成都），新增境外输入无症状感染者11例（均在成都）。
7月17日，四川新增本土确诊病例9例（成都8例，眉山1例），新增本土无症状感染者14例（成都5例，眉山8例，乐山1例），新增境外输入确诊病例5例（在成都），新增境外输入无症状感染者2例（在成都）。
7月18日，四川新增本土确诊病例12例（成都6例，其中1例为既往通报的无症状感染者转确诊；眉山4例，其中2例为既往通报的无症状感染者转确诊；乐山1例，为既往通报的无症状感染者转确诊；广元1例，为既往通报的无症状感染者转确诊），新增本土无症状感染者12例（成都9例，眉山3例）。四川卫健委表示，成都本輪疫情經病毒基因測序屬Omicron BA.2.12.1變異株，在中國國內本土疫情數據庫中未發現同源序列，差異最小為德國5月份上傳的病毒序列。从当日下午5時起，成都全市酒吧、KTV、健身房等密閉娛樂場所及各類公共文體活動場所暫停營業。同时倡导市民非必要不離蓉，離蓉市民須持48小時內核酸檢測陰性證明。有關措施暫定實施7天。
7月19日，四川新增本土确诊病例7例（成都6例，其中4例为既往通报的无症状感染者转确诊；眉山1例，为既往通报的无症状感染者转确诊），新增本土无症状感染者7例（成都3例，眉山4例），新增境外输入确诊病例2例（在成都），新增境外输入无症状感染者3例（在成都）。
7月20日，成都多个中心城区开展全员核酸检测。当日四川新增本土确诊病例16例（成都13例，其中4例为既往通报的无症状感染者转确诊；眉山3例，其中1例为既往通报的无症状感染者转确诊），新增本土无症状感染者28例（成都2例，眉山24例，广元1例，遂宁1例），新增境外输入确诊病例4例（在成都），新增境外输入无症状感染者7例（在成都）。
7月21日，四川新增本土确诊病例6例（成都4例，其中1例为既往通报的无症状感染者转确诊；眉山2例），新增本土无症状感染者13例（成都3例，眉山9例，遂宁1例），新增境外输入确诊病例8例（在成都， 其中1例为既往通报的境外输入无症状感染者转确诊），新增境外输入无症状感染者5例（在成都）。
7月22日，四川新增本土确诊病例11例（在成都），新增本土无症状感染者10例（成都3例，眉山6例，遂宁1例），新增境外输入确诊病例4例（在成都），新增境外输入无症状感染者7例（在成都）。其中一人于7月21日清晨6时自外地抵蓉，当日下午参加核酸采样，混检结果异常，22日单采核酸检测为阳性。
7月23日，四川新增本土确诊病例18例（成都16例，其中1例为既往通报的无症状感染者转确诊；眉山2例，为既往通报的无症状感染者转确诊），新增本土无症状感染者33例（成都28例，眉山5例），新增境外输入确诊病例2例（在成都）。
7月24日，四川新增本土确诊病例34例（成都29例，其中14例为既往通报的无症状感染者转确诊；眉山5例，均为既往通报的无症状感染者转确诊），新增本土无症状感染者11例（成都9例，眉山2例），新增境外输入确诊病例6例（在成都，均为既往通报的无症状感染者转确诊），新增境外输入无症状感染者21例（在成都）。
7月25日，四川新增本土确诊病例16例（在成都，其中5例为既往通报的无症状感染者转确诊），新增本土无症状感染者14例（成都12例，眉山2例），新增境外输入确诊病例6例（在成都，其中3例为既往通报的无症状感染者转确诊），新增境外输入无症状感染者10例（在成都）。
7月26日，四川新增本土确诊病例19例（成都12例，其中8例为既往通报的无症状感染者转确诊；眉山7例，为既往通报的无症状感染者转确诊），新增本土无症状感染者9例（成都8例，内江1例），新增境外输入确诊病例2例（在成都，为既往通报的无症状感染者转确诊），新增境外输入无症状感染者12例（在成都）。
7月27日，四川新增本土确诊病例17例（成都16例，其中6例为既往通报的无症状感染者转确诊；眉山1例，为既往通报的无症状感染者转确诊），新增本土无症状感染者13例（成都12例，内江1例），新增境外输入确诊病例2例（在成都，其中1例为既往通报的无症状感染者转确诊），新增境外输入无症状感染者7例（在成都）。
7月28日，四川新增本土确诊病例16例（成都15例，其中5例为既往通报的无症状感染者转确诊；眉山1例，为既往通报的无症状感染者转确诊），新增本土无症状感染者29例（成都27例，德阳1例，内江1例），新增境外输入确诊病例4例（在成都，其中2例为既往通报的无症状感染者转确诊），新增境外输入无症状感染者8例（在成都）。
7月29日0时起，成华区全面加强社会面管控，相關規定暂定实施5天。其中府青路街道出现阳性病例的小区实施“足不出户、上门服务”。府青路街道没有出现阳性病例的小区实施“人不出小区、错峰取物”，小区居民原则上居家，管控期间不再安排外出购买生活物资。社区工作人员和志愿者将协助小区内居民日常生活物资采购供应及相关保障工作。辖区内除府青路街道以外其他区域的小区院落实施封闭式管理，区域内人员非必要不外出，所有小区院落只保留1个出入口，非本小区居民不得进入小区。每天每户可有1人，持有效身份证件、24小时内核酸阴性证明以及社区制发的出入卡，外出在本街道就近购买生活物资。同時在辖区持续开展每日全员核酸检测。当日四川新增本土确诊病例10例（在成都，其中3例为既往通报的无症状感染者转确诊），新增本土无症状感染者12例（在成都），新增境外输入确诊病例4例（在成都），新增境外输入无症状感染者7例（在成都）。
7月30日，四川新增本土确诊病例5例（在成都，其中2例为既往通报的无症状感染者转确诊），新增本土无症状感染者5例（在成都），新增境外输入确诊病例6例（在成都，其中2例为既往通报的无症状感染者转确诊），新增境外输入无症状感染者9例（在成都）。
7月31日，四川新增本土确诊病例3例（在成都），新增本土无症状感染者4例（在成都），新增境外输入确诊病例6例（在成都，其中1例为既往通报的无症状感染者转确诊），新增境外输入无症状感染者3例（在成都）。

### 2022年8月
8月1日，四川新增本土确诊病例9例（在成都，其中4例为既往通报的无症状感染者转确诊），新增本土无症状感染者2例（在成都），新增境外输入确诊病例3例（在成都），新增境外输入无症状感染者7例（在成都）。
8月2日，四川新增本土确诊病例1例（在成都），新增本土无症状感染者5例（在成都），新增境外输入确诊病例4例（在成都，其中1例为既往通报的无症状感染者转确诊），新增境外输入无症状感染者9例（巴中1例，成都8例）。
8月3日，四川新增本土确诊病例1例（在成都，为既往通报的无症状感染者转确诊）。
8月4日，四川新增本土确诊病例1例（在成都），新增境外输入确诊病例5例（在成都）。
8月5日，四川新增本土确诊病例1例（在成都），新增境外输入确诊病例4例（在成都，其中1例为既往通报的无症状感染者转确诊）。
8月6日，四川新增本土无症状感染者2例（在成都），新增境外输入确诊病例4例（在成都），新增境外输入无症状感染者8例（在成都）。
8月7日，四川新增本土确诊病例1例（在遂宁），新增境外输入确诊病例9例（在成都，其中2例为既往通报的无症状感染者转确诊），新增境外输入无症状感染者12例（在成都）。
8月8日，四川新增本土确诊病例1例（在遂宁），新增本土无症状感染者2例（在遂宁），新增境外输入确诊病例7例（在成都，其中1例为既往通报的无症状感染者转确诊）。
8月9日，四川新增本土确诊病例1例（在遂宁），新增本土无症状感染者1例（在遂宁），新增境外输入确诊病例7例（在成都，其中2例为既往通报的无症状感染者转确诊）。
8月10日，四川新增本土无症状感染者5例（成都1例，德阳4例），新增境外输入确诊病例3例（在成都，其中1例为既往通报的无症状感染者转确诊）。
8月11日，四川新增本土确诊病例1例（在遂宁，为既往通报的无症状感染者转确诊），新增本土无症状感染者1例（在遂宁），新增境外输入确诊病例7例（在成都，其中5例为既往通报的无症状感染者转确诊）。
8月12日，四川新增本土确诊病例5例（南充3例，甘孜2例），新增本土无症状感染者3例（南充1例，遂宁2例），新增境外输入确诊病例6例（在成都，其中2例为既往通报的无症状感染者转确诊）。
8月13日，四川新增本土确诊病例4例（成都3例，甘孜1例），新增本土无症状感染者1例（在成都），新增境外输入确诊病例4例（在成都，其中1例为既往通报的无症状感染者转确诊），新增境外输入无症状感染者10例（在成都）。
8月14日，四川新增本土确诊病例2例（在成都，其中1例为既往无症状感染者转确诊），新增本土无症状感染者6例（成都2例，德阳1例，内江1例，南充2例），新增境外输入确诊病例6例（在成都，其中2例为既往无症状感染者转确诊），新增境外输入无症状感染者16例（在成都）。
8月15日，四川新增本土确诊病例11例（成都8例，其中1例为既往无症状感染者转确诊；内江1例，为既往无症状感染者转确诊；绵阳1例；甘孜1例），新增本土无症状感染者4例（成都1例，绵阳1例，甘孜2例），新增境外输入确诊病例11例（在成都，其中1例为既往无症状感染者转确诊），新增境外输入无症状感染者23例（在成都）。
8月16日，四川新增本土确诊病例4例（成都2例；其中南充1例、甘孜1例为既往无症状感染者转确诊），新增本土无症状感染者4例（成都1例，绵阳1例，乐山1例，南充1例），新增境外输入确诊病例1例（在成都，为既往无症状感染者转确诊），新增境外输入无症状感染者9例（在成都）。
8月17日，四川新增本土确诊病例4例（成都2例，1例为既往无症状感染者转确诊；南充1例；甘孜1例，为既往无症状感染者转确诊），新增本土无症状感染者2例（成都1例，甘孜1例），新增境外输入确诊病例1例（在成都，为既往无症状感染者转确诊），新增境外输入无症状感染者11例（在成都）。
8月18日，四川新增本土确诊病例4例（在成都），新增本土无症状感染者4例（成都2例，广安1例，南充1例），新增境外输入确诊病例3例（在成都，其中1例为既往无症状感染者转确诊），新增境外输入无症状感染者16例（在成都）。
8月19日，四川新增本土确诊病例14例（成都9例，其中2例为既往无症状感染者转确诊；甘孜1例，为既往无症状感染者转确诊；西藏来（返）川人员4例），新增本土无症状感染者1例（在成都），新增境外输入确诊病例3例（在成都，其中2例为既往无症状感染者转确诊），新增境外输入无症状感染者16例（在成都）。
8月20日，四川新增本土确诊病例12例（成都8例，其中1例为既往无症状感染者转确诊；广安1例，阿坝2例，西藏来（返）川人员1例），新增本土无症状感染者2例（在成都），新增境外输入确诊病例3例（在成都，其中2例为既往无症状感染者转确诊），新增境外输入无症状感染者12例（在成都）。
8月21日，四川新增本土确诊病例4例（成都3例，其中1例为既往无症状感染者转确诊；南充1例），新增本土无症状感染者5例（在成都），新增境外输入确诊病例5例（在成都，其中1例为既往无症状感染者转确诊），新增境外输入无症状感染者12例（在成都）。
8月22日，四川新增本土确诊病例6例（成都4例，其中3例为既往无症状感染者转确诊；达州1例，广元1例），新增本土无症状感染者7例（成都2例，南充2例，阿坝州2例，达州1例），新增境外输入确诊病例3例（在成都，其中1例为既往无症状感染者转确诊），新增境外输入无症状感染者14例（在成都）。
8月23日，四川新增本土确诊病例15例（成都9例，其中2例为既往无症状感染者转确诊；南充6例），新增本土无症状感染者22例（成都8例，南充13例，阿坝1例），新增境外输入确诊病例3例（在成都，其中1例为既往无症状感染者转确诊），新增境外输入无症状感染者2例（在成都）。
8月24日，四川新增本土确诊病例15例（成都10例，其中2例为既往无症状感染者转确诊；阿坝2例，其中1例为既往无症状感染者转确诊；南充3例），新增本土无症状感染者23例（成都7例，南充9例，达州1例，广元1例，泸州2例，资阳3例），新增境外输入确诊病例3例（在成都），新增境外输入无症状感染者9例（在成都）。
8月25日，四川新增本土确诊病例27例（成都12例，其中5例为既往无症状感染者转确诊；自贡1例；绵阳4例；广元3例，其中1例为既往无症状感染者转确诊；南充2例；巴中1例；资阳3例，为既往无症状感染者转确诊；阿坝1例，为既往无症状感染者转确诊），新增本土无症状感染者39例（外省返川集中全程闭环转运人员21例，成都4例，南充4例，自贡2例，绵阳2例，广元1例，泸州1例，宜宾1例，资阳3例），新增境外输入确诊病例1例（在成都），新增境外输入无症状感染者10例（在成都）。
8月26日，四川省新增本土确诊病例54例：成都26例，南充5例，自贡2例，广元1例，巴中1例，阿坝2例，甘孜3例（以上40例，22例在隔离管控中发现，10例在省外闭环转运隔离中发现）；14例由既往无症状感染者转为确诊病例（外省返川点对点集中全程闭环转运人员8例，成都2例，自贡1例，资阳3例）；新增本土无症状感染者53例：成都12例，南充26例，自贡3例，广元3例，泸州2例，广安1例，巴中3例，资阳1例，阿坝2例（以上53例，34例在隔离管控中发现，19例在省外闭环转运隔离中发现）；新增境外输入确诊病例5例（在成都）；新增境外输入无症状感染者5例（在成都）。
8月27日，四川省新增本土确诊病例69例：外省返川点对点集中全程闭环转运人员7例，成都43例，宜宾3例，绵阳2例，阿坝2例，广安2例，遂宁2例（以上61例，49例在隔离管控中发现，9例在外省闭环转运隔离中发现）；8例由既往无症状感染者转为确诊病例（成都4例，自贡1例，资阳1例，巴中1例，绵阳1例）。新增本土无症状感染者78例：外省返川点对点集中全程闭环转运人员8例，成都20例，南充34例，广元3例，自贡2例，绵阳2例，遂宁2例，阿坝2例，内江1例，广安1例，资阳1例，甘孜1例，凉山1例（以上78例，64例在隔离管控中发现，10例在外省闭环转运隔离中发现）。新增境外输入确诊病例2例（在成都）。新增境外输入无症状感染者4例（在成都）。
8月28日，四川省新增本土确诊病例161例：外省返川点对点集中全程闭环转运人员5例，成都126例，内江5例，绵阳4例，资阳3例，凉山2例，泸州1例，巴中1例，阿坝1例（以上148例，111例在隔离管控中发现，24例在外省闭环转运隔离中发现）；13例由既往无症状感染者转为确诊病例（成都8例，巴中2例，自贡1例，泸州1例，遂宁1例）。新增本土无症状感染者87例：外省返川点对点集中全程闭环转运人员3例，南充42例，成都32例，遂宁2例，内江2例，阿坝2例，巴中2例，泸州1例，达州1例（以上87例，65例在隔离管控中发现，16例在外省闭环转运隔离中发现）。新增境外输入确诊病例8例（在成都）。新增境外输入无症状感染者5例（在成都）。成都疫情防控工作新闻发布会介绍，成都“8·25疫情”处于快速上升阶段，病例社会活动轨迹广泛，已涉及成都全市多个区(市)县的公共场所，疫情扩散传播风险较大，其中两间游泳场所已报告多例关联病例。从28日24时起，进入成都文化娱乐、旅游景区、体育健身、商务楼宇、大型商超、教育培训等公共场所须查验48小时核酸阴性证明。当晚成都市新型冠状病毒肺炎疫情防控指挥部发布关于全面加强社会面疫情防控的通告，要求市民进入小区、工厂、机关企事业单位、公共场所须持48小时内核酸检测阴性证明，进入重点区域须持24小时内核酸检测阴性证明。市民非必要不离蓉，确需离蓉的自8月31日0时起，须持有24小时内核酸检测阴性证明。根据疫情防控需要，划定临时交通管控区，有序实施局部交通管制。全市各类公共文体活动场所暂停开放和营业，养老院、儿童福利院、监所等实施封闭管理，宗教活动场所暂时关闭，暂停宗教活动。全市秋季开学时间推迟，各类校外培训机构暂停线下培训，暂停中小学和幼儿园在校（园）托管。停止各类聚集性活动，重点区域停止堂食，“白事简办、红事缓办”；暂停团队旅游。通告自8月30日零时起施行，暂定实施5天。
8月29日，四川省新增本土确诊病例167例：外省返川点对点集中全程闭环转运人员4例，成都133例，绵阳2例，资阳3例，凉山4例，遂宁1例，巴中1例，甘孜1例，阿坝3例；15例由既往无症状感染者转为确诊病例（成都8例，南充5例，阿坝2例）。新增本土无症状感染者109例：外省返川点对点集中全程闭环转运人员2例，成都70例，南充25例，宜宾4例，遂宁2例，泸州2例，绵阳1例，广安1例，资阳1例，阿坝1例。新增境外输入确诊病例1例（在成都）。新增境外输入无症状感染者4例（在成都）。
8月30日，四川省新增本土确诊病例164例：成都121例，资阳7例，绵阳4例，自贡3例，遂宁2例，南充2例，阿坝2例，宜宾1例，广元1例；21例由既往无症状感染者转为确诊病例（成都17例，宜宾4例）。新增本土无症状感染者107例：外省返川点对点集中全程闭环转运人员2例，成都69例，阿坝11例，南充9例，泸州4例，资阳4例，自贡3例，德阳2例，绵阳2例，宜宾1例。新增境外输入确诊病例2例（在成都）。新增境外输入无症状感染者13例（在成都）。
8月31日，四川省新增本土确诊病例132例：成都106例，资阳5例，宜宾3例，甘孜3例，绵阳2例，凉山2例，内江2例，南充2例，阿坝1例；6例由既往无症状感染者转为确诊病例（外省返川点对点集中全程闭环转运人员2例，资阳3例，绵阳1例）。新增本土无症状感染者89例：成都51例，阿坝17例，南充9例，泸州6例，资阳2例，内江2例，宜宾1例，凉山1例。新增境外输入确诊病例2例（在成都，其中1例由既往无症状感染者转为确诊病例）。新增境外输入无症状感染者8例（在成都）。
受成都病例影响，成都双流机场、成都天府机场航班大面积取消。

### 2022年9月
9月1日起，成都高新区暂时关闭辖区内所有写字楼宇三天，倡导居家办公，仅保留消防、安全等基础性保障人员，须持24小时内核酸阴性证明进入写字楼。9月1日至9月4日，成都全市范围内开展全员核酸检测。同時成都的全体居民原则居家，非本小区居民不得进入。每户居民每天可安排1人凭24小时内核酸阴性证明外出1次就近采买生活物资。另外成都多次出現排隊做核酸時被告知系統崩潰暫時無法檢測或需要醫護人員手動輸入訊息的情況，而且核酸結果出的較往常慢。当日四川省新增本土确诊病例128例：成都103例，绵阳4例，阿坝4例，资阳3例，遂宁3例，宜宾1例，甘孜1例；9例由既往无症状感染者转为确诊病例（成都2例，资阳2例，内江2例，绵阳1例，宜宾1例，凉山1例）。新增本土无症状感染者77例：外省返川点对点集中全程闭环转运人员1例，成都47例，南充6例，阿坝5例，乐山4例，凉山4例，广元2例，雅安2例，泸州1例，内江1例，遂宁1例，达州1例，攀枝花1例，甘孜1例。新增境外输入确诊病例9例（在成都，其中2例由既往无症状感染者转为确诊病例）。新增境外输入无症状感染者5例（在成都）。
9月2日，四川省新增本土确诊病例128例：成都105例，绵阳6例，阿坝4例，资阳2例，攀枝花1例，南充1例，遂宁1例，宜宾1例；7例由既往无症状感染者转为确诊病例（外省返川点对点集中全程闭环转运人员1例，乐山2例，南充2例，资阳1例，凉山1例）。新增本土无症状感染者74例：外省返川点对点集中全程闭环转运人员4例，成都50例，南充8例，阿坝3例，达州2例，宜宾2例，泸州2例，广元1例，德阳1例，内江1例。新增境外输入确诊病例4例（在成都，其中3例由既往无症状感染者转为确诊病例）。新增境外输入无症状感染者4例（在成都）。
9月3日，成都市民群众及保供人员持48小时核酸阴性证明以及出入登记卡、电子通行证等，可以出入小区（院落）、乘坐公共交通。市民可凭48小时核酸阴性证明看病就医。成都市疫情防控指挥部针对核酸检测系统出现异常情况向成都市民表示歉意。负责开发核酸检测信息系统的东软集团表示是网络出现故障，具体网络故障的原因，相关部门正在排查。四川省通信管理局表示，成都全市通信网络运行平稳，各核酸检测点移动网络覆盖良好，没有出现网络拥塞和故障。9月5日起，成都全市中小學全面開展線上教學。9月3日四川省新增本土确诊病例98例：成都72例，阿坝9例，绵阳5例，宜宾2例，达州1例，资阳1例，凉山1例；7例由既往无症状感染者转为确诊病例（凉山3例，宜宾2例，南充1例，绵阳1例）。新增本土无症状感染者88例：成都52例，阿坝22例，南充5例，达州4例，德阳1例，宜宾1例，雅安1例，甘孜1例，凉山1例。新增境外输入确诊病例4例（在成都，其中2例由既往无症状感染者转为确诊病例）。新增境外输入无症状感染者11例（在成都）。
9月4日，四川省新增本土确诊病例105例：成都90例，宜宾6例，阿坝3例，德阳1例，绵阳1例，攀枝花1例；3例由既往无症状感染者转为确诊病例（成都1例，内江1例，凉山1例）。新增本土无症状感染者80例：成都50例，阿坝17例，达州7例，南充4例，德阳1例，甘孜1例。新增境外输入确诊病例3例（在成都）。新增境外输入无症状感染者7例（在成都）。
9月5日，四川省新增本土确诊病例68例：成都59例，阿坝7例，南充1例；1例由既往无症状感染者转为确诊病例（在甘孜）。新增本土无症状感染者70例：成都31例，阿坝25例，达州7例，南充3例，凉山2例，绵阳1例，宜宾1例。新增境外输入确诊病例1例（在成都）。新增境外输入无症状感染者2例（在成都）。
9月6日，四川省新增本土确诊病例85例：成都73例，泸州2例，攀枝花1例，阿坝1例；8例由既往无症状感染者转为确诊病例（阿坝5例，凉山1例，绵阳1例，宜宾1例）。新增本土无症状感染者72例：成都48例，泸州8例，达州7例，阿坝5例，南充3例，宜宾1例。新增境外输入确诊病例4例（在成都）。新增境外输入无症状感染者7例（成都6例，巴中1例）。
9月7日，四川省新增本土确诊病例69例：外省返川点对点集中全程闭环转运人员1例，成都57例，宜宾4例，泸州1例，阿坝1例；5例由既往无症状感染者转为确诊病例（成都1例，泸州3例，宜宾1例）。新增本土无症状感染者95例：成都59例，阿坝16例，宜宾7例，达州6例，泸州3例，雅安2例，南充1例，攀枝花1例。新增境外输入确诊病例1例（在成都）。新增境外输入无症状感染者5例（在成都）。
9月8日，四川省新增本土确诊病例59例：外省返川点对点集中全程闭环转运人员1例，成都39例，宜宾7例，阿坝6例，泸州1例，内江1例；4例由既往无症状感染者转为确诊病例（成都1例，阿坝3例）。新增本土无症状感染者71例：成都32例，泸州13例，宜宾13例，达州8例，阿坝3例，雅安1例，南充1例。新增境外输入无症状感染者4例（在成都）。
9月9日，四川省新增本土确诊病例86例：外省返川点对点集中全程闭环转运人员1例，成都36例，阿坝8例，宜宾7例，泸州2例，遂宁2例，内江2例，凉山2例，攀枝花1例；25例由既往无症状感染者转为确诊病例（成都4例，宜宾14例，泸州7例）。新增本土无症状感染者82例：成都39例，阿坝17例，达州8例，泸州7例，宜宾5例，遂宁3例，乐山2例，眉山1例。新增境外输入确诊病例3例（在成都）。新增境外输入无症状感染者16例（在成都）。
9月10日，四川省新增本土确诊病例97例：成都48例，宜宾18例，内江8例，阿坝7例，遂宁3例，泸州2例；11例由既往无症状感染者转为确诊病例（泸州7例，阿坝2例，宜宾1例，甘孜1例）。新增本土无症状感染者90例：外省返川点对点集中全程闭环转运人员1例，成都42例，宜宾14例，泸州12例，达州9例，内江5例，阿坝4例，遂宁2例，乐山1例。新增境外输入确诊病例1例（在成都）。新增境外输入无症状感染者6例（在成都）。當天0时至9月12日24时，內江市中区、东兴区、内江经开区、内江高新区全域居民原则上居家、全员核酸。
9月11日，四川省新增本土确诊病例81例：外省返川点对点全程闭环转运人员3例，成都19例，宜宾17例，内江15例，泸州1例，遂宁1例，广元1例，广安1例，阿坝1例；22例由既往无症状感染者转为确诊病例（成都4例，泸州6例，阿坝6例，宜宾5例，乐山1例）。新增本土无症状感染者62例：外省返川点对点全程闭环转运人员2例，成都22例，宜宾12例，泸州7例，达州7例，阿坝7例，遂宁2例，内江1例，乐山1例，广安1例。新增境外输入确诊病例3例（在成都，其中2例为既往无症状感染者转为确诊病例）。新增境外输入无症状感染者9例（在成都）。
9月12日，四川省新增本土确诊病例126例：成都18例，内江49例，宜宾17例，广元4例，遂宁3例，广安2例，阿坝2例，泸州1例，凉山1例；29例由既往无症状感染者转为确诊病例（成都11例，泸州12例，宜宾5例，阿坝1例）。新增本土无症状感染者84例：外省返川点对点全程闭环转运人员1例，成都26例，宜宾13例，内江11例，泸州9例，达州8例，遂宁7例，阿坝3例，南充2例，攀枝花2例，广安1例，广元1例。新增境外输入确诊病例3例（在成都，其中2例为既往无症状感染者转为确诊病例）。新增境外输入无症状感染者4例（在成都）。
9月13日，四川省新增本土确诊病例127例：外省返川点对点全程闭环转运人员4例，成都10例，内江33例，宜宾14例，遂宁5例，绵阳5例，广元1例，阿坝1例；54例由既往无症状感染者转为确诊病例（成都14例，宜宾20例，阿坝10例，泸州6例，遂宁3例，外省返川点对点全程闭环转运人员1例）。新增本土无症状感染者83例：外省返川点对点全程闭环转运人员2例，成都11例，宜宾26例，内江25例，达州4例，南充4例，广安3例，阿坝3例，遂宁2例，泸州1例，绵阳1例，广元1例。新增境外输入确诊病例2例（在成都，其中1例由既往无症状感染者转为确诊）。新增境外输入无症状感染者4例（在成都）。
9月14日，新增本土确诊病例84例：外省返川闭环转运人员15例，成都8例，内江26例，宜宾8例，27例由既往无症状感染者转为确诊病例（成都7例，宜宾13例，泸州4例，阿坝2例，南充1例）。新增本土无症状感染者159例：外省返川闭环转运人员16例，成都14例，内江99例，宜宾22例，达州6例，绵阳1例，阿坝1例。新增境外输入确诊病例4例（在成都）。新增境外输入无症状感染者4例（在成都）。
9月15日，四川省新增本土确诊病例43例：外省返川闭环转运人员2例，成都7例，内江11例，宜宾5例，18例由既往无症状感染者转为确诊病例（外省返川闭环转运人员4例，成都6例，内江3例，宜宾3例，泸州1例，阿坝1例）。新增本土无症状感染者132例：外省返川闭环转运人员4例，成都7例，内江91例，宜宾21例，达州8例，阿坝1例。新增境外输入确诊病例3例（在成都，其中1例为既往无症状感染者转为确诊病例）。新增境外输入无症状感染者7例（在成都）。
9月16日，四川省新增本土确诊病例34例：外省返川闭环转运人员3例，成都1例，内江8例，宜宾4例，阿坝2例，泸州1例，15例由既往无症状感染者转为确诊病例（外省返川闭环转运人员1例，宜宾8例，内江4例，绵阳1例，阿坝1例）。新增本土无症状感染者87例：外省返川闭环转运人员4例，内江70例，宜宾8例，达州3例，泸州2例。新增境外输入确诊病例2例（在成都，其中1例为既往无症状感染者转为确诊病例）。新增境外输入无症状感染者5例（在成都）。
9月17日，四川省新增本土确诊病例30例：外省返川闭环转运人员3例，成都1例，内江18例，宜宾3例，5例由既往无症状感染者转为确诊病例（外省返川闭环转运人员1例，成都1例，内江2例，宜宾1例）。新增本土无症状感染者82例：外省返川闭环转运人员4例，成都3例，内江55例，宜宾13例，达州7例。新增境外输入确诊病例1例（在成都）。新增境外输入无症状感染者3例（在成都）。
9月18日，四川省新增本土确诊病例48例：外省返川闭环转运人员4例，内江15例，泸州1例，宜宾1例，27例由既往无症状感染者转为确诊病例（成都2例，宜宾22例，内江2例，泸州1例）。新增本土无症状感染者47例：外省返川闭环转运人员4例，内江31例，达州6例，宜宾4例，广安1例，泸州1例。新增境外输入确诊病例1例（在成都）。新增境外输入无症状感染者11例（在成都）。
9月19日，四川省新增本土确诊病例33例：外省返川闭环转运人员7例，内江15例，泸州1例，宜宾1例，9例由既往无症状感染者转为确诊病例（宜宾7例，泸州1例，内江1例）。新增本土无症状感染者37例：外省返川闭环转运人员8例，内江18例，达州8例，宜宾2例，泸州1例。新增境外输入确诊病例5例（在成都，其中2例为既往无症状感染者转为确诊病例）。新增境外输入无症状感染者6例（在成都）。
9月20日，四川省新增本土确诊病例28例：外省返川闭环转运人员8例，内江9例，遂宁4例，宜宾1例，6例由既往无症状感染者转为确诊病例（宜宾2例，内江2例，泸州1例，阿坝1例）。新增本土无症状感染者27例：外省返川闭环转运人员13例，成都1例，内江8例，遂宁2例，达州2例，阿坝1例。新增境外输入确诊病例3例（在成都，其中2例为既往无症状感染者转为确诊病例）。新增境外输入无症状感染者10例（在成都）。
9月21日0时至9月23日24时，遂寧市船山区、安居区、射洪市、蓬溪县、大英县、遂宁经开区、市河东新区、遂宁高新区全域施行全員核酸檢測，城市小区实行封闭管理，全体居民居家，非本小区居民不得进入。9月21日四川省新增本土确诊病例41例：外省返川闭环转运人员8例，遂宁11例，内江3例，宜宾1例，18例由既往无症状感染者转为确诊病例（外省返川闭环转运人员3例，宜宾10例，内江5例）。新增本土无症状感染者26例：外省返川闭环转运人员9例，内江6例，遂宁5例，达州4例，巴中1例，阿坝1例。新增境外输入确诊病例3例（在成都，其中2例为既往无症状感染者转为确诊病例）。新增境外输入无症状感染者10例（在成都）。
9月22日，四川省新增本土确诊病例43例：外省返川闭环转运人员11例，成都3例，遂宁16例，13例由既往无症状感染者转为确诊病例（外省返川闭环转运人员1例，成都1例，内江9例，宜宾1例，阿坝1例）。新增本土无症状感染者30例：外省返川闭环转运人员14例，成都1例，遂宁12例，内江3例。新增境外输入确诊病例1例（在成都）。新增境外输入无症状感染者6例（在成都）。
9月23日，四川省新增本土确诊病例51例：外省返川闭环转运人员10例，成都2例，遂宁27例，内江2例，凉山1例，9例由既往无症状感染者转为确诊病例（外省返川闭环转运人员1例，内江4例，宜宾3例，巴中1例）。新增本土无症状感染者51例：外省返川闭环转运人员29例，遂宁16例，内江4例，阿坝1例，凉山1例。新增境外输入确诊病例1例（在成都）。新增境外输入无症状感染者5例（在成都）。
9月24日，四川省新增本土确诊病例40例：外省返川闭环转运人员15例，成都1例，遂宁10例，内江2例，资阳1例，11例由既往无症状感染者转为确诊病例（外省返川闭环转运人员3例，成都1例，内江5例，泸州1例，阿坝1例）。新增本土无症状感染者26例：外省返川闭环转运人员15例，成都1例，遂宁8例，德阳1例，凉山1例。新增境外输入确诊病例6例（在成都）。新增境外输入无症状感染者10例（在成都）。
9月25日，四川省新增本土确诊病例35例：外省返川闭环转运人员7例，遂宁16例，凉山2例，内江1例，9例由既往无症状感染者转为确诊病例（外省返川闭环转运人员3例，宜宾3例，遂宁1例，内江1例，凉山1例）。新增本土无症状感染者13例：外省返川闭环转运人员6例，遂宁5例，绵阳1例，凉山1例。新增境外输入确诊病例3例（在成都，其中2例为既往无症状感染者转为确诊病例）。新增境外输入无症状感染者5例（在成都）。
9月26日，四川省新增本土确诊病例58例：外省返川闭环转运人员8例，遂宁23例，资阳3例，德阳1例，23例为既往无症状感染者转为确诊病例（外省返川闭环转运人员4例，内江15例，宜宾2例，达州1例，凉山1例）。新增本土无症状感染者21例：外省返川闭环转运人员2例，成都1例，遂宁14例，内江3例，凉山1例。新增境外输入确诊病例4例（在成都，其中2例为既往无症状感染者转为确诊病例）新增境外输入无症状感染者5例（在成都）。
9月27日，四川省新增境外输入感染者7例，均为无症状感染者（在成都）。新增外省返川感染者20例，其中闭环转运18例（确诊病例4例，无症状感染者14例），其他2例（均为无症状感染者，在德阳）。新增省内感染者9例，其中确诊病例5例（遂宁4例，内江1例），无症状感染者4例（泸州1例，遂宁2例，内江1例）。另有既往无症状感染者转为确诊病例7例，其中境外输入3例(在成都)，外省返川闭环转运1例，省内3例（内江2例，宜宾1例）。
9月28日，四川省新增境外输入感染者6例，其中确诊病例1例，无症状感染者5例（在成都）。新增外省返川感染者9例，均为闭环转运（确诊病例1例，无症状感染者8例）。新增省内感染者7例，均为无症状感染者（遂宁5例，泸州1例，阿坝1例）。另有既往无症状感染者转为确诊病例5例，其中境外输入1例（在成都），外省返川闭环转运1例，省内3例（内江1例，宜宾1例，凉山1例）。
9月29日，四川省新增境外输入感染者9例，其中确诊病例2例，无症状感染者7例（在成都）。新增外省返川感染者8例，均为闭环转运（确诊病例2例，无症状感染者6例）。新增省内感染者15例，其中确诊病例4例（在绵阳），无症状感染者11例（遂宁9例，泸州1例，绵阳1例）。另有既往无症状感染者转为确诊病例4例，其中境外输入2例（在成都），外省返川闭环转运1例，省内1例（在宜宾）。
9月30日，四川省新增境外输入感染者9例（均在成都），其中确诊病例4例，无症状感染者5例。新增外省返川感染者22例，其中闭环转运20例（确诊病例4例，无症状感染者16例），其他2例（确诊病例1例，在绵阳；无症状感染者1例，在德阳）。新增省内感染者25例，其中确诊病例8例（在绵阳），无症状感染者17例（遂宁11例，绵阳4例，眉山2例）。另有既往无症状感染者转为确诊病例9例，其中境外输入2例（在成都），外省返川闭环转运3例，省内4例（内江2例，绵阳1例，遂宁1例）。

### 2022年10月
10月1日，四川省新增境外输入感染者15例（均在成都），其中确诊病例4例，无症状感染者11例。新增外省返川感染者34例，其中闭环转运31例（确诊病例9例，无症状感染者22例），其他3例（均为无症状感染者，在成都）。新增省内感染者10例，其中确诊病例8例（绵阳6例，眉山1例，遂宁1例），无症状感染者2例（在眉山）。另有既往无症状感染者转为确诊病例10例，其中境外输入2例（在成都），外省返川闭环转运3例，省内5例（绵阳3例，内江2例）。
10月2日，四川省新增境外输入感染者9例（均在成都），其中确诊病例2例，无症状感染者7例。新增外省返川感染者46例，均为闭环转运（确诊病例14例，无症状感染者32例）。新增省内感染者32例，其中确诊病例24例（绵阳23例，眉山1例），无症状感染者8例（绵阳4例，遂宁3例，眉山1例）。另有既往无症状感染者转为确诊病例14例，境外输入7例（在成都）；外省返川7例，其中闭环转运5例，其他2例（在成都）。
10月3日，四川省新增境外输入感染者6例，其中确诊病例2例（在成都），无症状感染者4例（成都3例，自贡1例）。新增外省返川感染者26例，其中闭环转运23例（确诊病例6例，无症状感染者17例），其他3例（确诊病例1例，在成都；无症状感染者2例，成都1例，达州1例）。 新增省内感染者12例，其中确诊病例5例（绵阳4例，眉山1例），无症状感染者7例（绵阳6例，遂宁1例）。另有既往无症状感染者转为确诊病例12例，境外输入3例（在成都）；外省返川5例（闭环转运4例；其他1例，在成都）；省内4例（绵阳2例，内江2例）。
10月4日，四川省新增外省返川感染者43例，其中闭环转运34例（确诊病例14例，无症状感染者20例），非闭环管理9例，均为无症状感染者（成都2例，德阳3例，绵阳1例，泸州1例，南充1例，自贡1例）。新增省内感染者10例，其中确诊病例5例（绵阳4例，眉山1例），无症状感染者5例（绵阳4例，遂宁1例）。新增境外输入感染者8例（均在成都），其中确诊病例1例，无症状感染者7例。另有既往无症状感染者转为确诊病例14例，境外输入1例（在成都）；外省返川7例（闭环转运6例；非闭环管理1例，在成都）；省内6例（绵阳3例，遂宁2例，阿坝1例）。
10月5日，四川省新增外省返川感染者46例，其中闭环转运32例（确诊病例7例，无症状感染者25例），非闭环管理14例（确诊病例2例，乐山1例，达州1例；无症状感染者12例，南充3例，宜宾3例，广元2例，达州1例，德阳1例，泸州1例，资阳1例）。新增省内感染者18例，其中确诊病例12例（绵阳9例，广元2例，眉山1例），无症状感染者6例（德阳2例，绵阳2例，泸州1例，广元1例）。新增境外输入感染者7例，无症状感染者7例（成都6例，泸州1例）。另有既往无症状感染者转为确诊病例17例，境外输入2例（在成都）；外省返川12例（闭环转运7例；非闭环管理5例，德阳3例，泸州1例，自贡1例）；省内3例（在绵阳）。
10月6日，四川省新增外省返川感染者58例，其中闭环转运53例（确诊病例14例，无症状感染者39例），非闭环管理5例（确诊病例1例，在成都；无症状感染者4例，成都2例，乐山1例，宜宾1例）。新增省内感染者19例，其中确诊病例12例（德阳5例，绵阳5例，广元1例，眉山1例），无症状感染者7例（成都1例，绵阳4例，德阳2例）。新增境外输入感染者11例（均在成都），其中确诊病例4例，无症状感染者7例。另有既往无症状感染者转为确诊病例16例，境外输入1例（在成都）；外省返川14例（闭环转运12例；非闭环管理2例，德阳1例，宜宾1例）；省内1例（在绵阳）。
10月7日，四川省新增外省返川感染者60例，其中闭环转运58例（确诊病例22例，无症状感染者36例），非闭环管理2例（确诊病例1例，在成都；无症状感染者1例，在南充）。新增省内感染者16例，其中确诊病例6例（德阳2例，绵阳2例，宜宾2例），无症状感染者10例（德阳4例，广元4例，宜宾2例）。新增境外输入感染者11例（均在成都），其中确诊病例5例，无症状感染者6例。另有既往无症状感染者转为确诊病例17例，境外输入2例（在成都）；外省返川11例（闭环转运9例；非闭环管理2例，成都1例，宜宾1例）；省内4例（成都1例，绵阳3例）。
10月8日，四川省新增外省返川感染者50例，其中闭环转运49例（确诊病例12例，无症状感染者37例）；非闭环管理1例，为无症状感染者，在泸州。新增省内感染者12例，其中确诊病例5例（成都1例，绵阳3例，德阳1例），无症状感染者7例（成都1例，南充4例，德阳2例）。 新增境外输入感染者14例（均在成都），其中确诊病例4例，无症状感染者10例。另有既往无症状感染者转为确诊病例6例，境外输入1例（在成都）；外省返川3例，均为闭环转运；省内2例（广元1例，宜宾1例）。
10月9日，四川省新增外省返川感染者27例，其中闭环转运20例（确诊病例3例，无症状感染者17例）；非闭环管理7例（确诊病例2例，成都1例，凉山1例；无症状感染者5例，成都2例，南充2例，达州1例）。新增省内感染者58例，其中确诊病例4例（泸州1例，德阳2例，凉山1例），无症状感染者54例（成都1例，泸州42例，德阳5例，广元2例，宜宾3例，资阳1例）。新增境外输入感染者14例（均在成都），其中确诊病例3例，无症状感染者11例。另有既往无症状感染者转为确诊病例10例，境外输入1例（在成都）；外省返川6例（闭环转运5例；非闭环转运1例，在泸州）；省内3例（成都1例，德阳2例）。
10月10日，四川省新增外省返川感染者19例，其中闭环转运17例（确诊病例8例，无症状感染者9例）；非闭环管理2例（确诊病例1例，在泸州；无症状感染者1例，在雅安）。新增省内感染者169例，其中确诊病例2例（泸州1例，德阳1例），无症状感染者167例（成都1例，泸州157例，南充4例，德阳3例，广元1例，宜宾1例）。新增境外输入感染者5例（在成都），均为无症状感染者。另有既往无症状感染者转为确诊病例9例，境外输入2例（在成都）；外省返川3例（均为闭环转运）；省内4例（德阳2例，宜宾2例）。
10月11日，四川省新增外省返川感染者16例，其中闭环转运10例（确诊病例1例，无症状感染者9例），非闭环管理6例（确诊病例2例，南充1例，凉山1例；无症状感染者4例，成都1例，南充2例，凉山1例）。新增省内感染者27例，其中确诊病例7例（凉山3例，泸州2例，德阳2例），无症状感染者20例（泸州13例，德阳2例，广元2例，宜宾1例，雅安1例，阿坝1例）。新增境外输入感染者8例（均在成都），其中确诊病例3例，无症状感染者5例。另有既往无症状感染者转为确诊病例5例，境外输入1例（在成都）；外省返川1例（为闭环转运）；省内3例（德阳2例，南充1例）。
10月12日，四川省新增外省返川感染者14例，其中闭环转运6例（确诊病例3例，无症状感染者3例），非闭环管理8例（确诊病例2例，在凉山；无症状感染者6例，成都3例，南充2例，阿坝1例）。新增省内感染者32例，其中确诊病例5例（成都4例，凉山1例），无症状感染者27例（成都3例，泸州10例，广元3例，乐山1例，南充5例，雅安3例，凉山2例）。新增境外输入感染者4例（均在成都），均为无症状感染者。另有既往无症状感染者转为确诊病例20例，境外输入1例（在成都）；外省返川4例（闭环转运3例；非闭环管理1例，在成都）；省内15例（泸州11例，内江3例，宜宾1例）。
10月13日，四川省新增外省返川感染者5例，其中闭环转运4例（确诊病例1例，无症状感染者3例），非闭环管理1例（为无症状感染者，在成都）。新增省内感染者31例，其中确诊病例6例（成都3例，雅安2例，凉山1例），无症状感染者25例（成都4例，泸州7例，凉山4例，广元2例，南充2例，雅安2例，阿坝2例，德阳1例，乐山1例）。新增境外输入感染者12例（均在成都），其中确诊病例4例，无症状感染者8例。另有既往无症状感染者转为确诊病例3例，外省返川1例（为非闭环管理，在成都）；省内2例（成都1例，德阳1例）。
10月14日，四川省新增外省返川感染者9例，其中闭环转运5例（确诊病例3例，无症状感染者2例），非闭环管理4例（确诊病例2例，成都1例、广安1例；无症状感染者2例，成都1例、宜宾1例）。新增省内感染者49例，其中确诊病例5例（成都1例，凉山2例，乐山1例，雅安1例），无症状感染者44例（成都4例，南充22例，泸州6例，德阳4例，雅安3例，广元2例，乐山2例，凉山1例）。新增境外输入感染者10例（均在成都），其中确诊病例4例，无症状感染者6例。另有既往无症状感染者转为确诊病例6例，境外输入1例（在成都）；外省返川1例（为非闭环管理，在成都）；省内4例（凉山2例，德阳1例，宜宾1例）。
10月15日，四川省新增外省返川感染者8例，均为闭环转运（确诊病例1例，无症状感染者7例）。新增省内感染者32例，均为无症状感染者（南充12例，泸州10例，德阳6例，广安1例，雅安1例，阿坝1例，凉山1例）。新增境外输入感染者13例（均在成都），其中确诊病例7例，无症状感染者6例。另有既往无症状感染者转为确诊病例8例，境外输入1例（在成都）；外省返川2例（闭环转运1例；非闭环管理1例，在成都）；省内5例（成都3例，乐山1例，凉山1例）。
10月16日，四川省新增外省返川感染者5例，均为闭环转运（确诊病例4例，无症状感染者1例）。新增省内感染者29例，均为无症状感染者（南充17例，泸州5例，德阳2例，乐山2例，雅安2例，凉山1例）。新增境外输入感染者13例（均在成都），其中确诊病例2例，无症状感染者11例。另有既往无症状感染者转为确诊病例6例，境外输入4例（在成都），省内2例（成都1例，德阳1例）。
10月17日，四川省新增外省返川感染者7例，均为闭环转运(确诊病例1例，无症状感染者6例)。新增省内感染者37例，其中确诊病例5例(宜宾4例，乐山1例)，无症状感染者32例(南充21例，德阳7例，泸州3例，宜宾1例)。新增境外输入感染者12例(均在成都)，其中确诊病例1例，无症状感染者11例。另有既往无症状感染者转为确诊病例5例，境外输入3例(在成都)，省内2例(雅安1例，凉山1例)。
10月18日，四川省新增外省返川感染者3例，均为闭环转运(确诊病例1例，无症状感染者2例)。新增省内感染者30例，其中确诊病例1例(在广元)，无症状感染者29例(南充20例，广元5例，泸州3例，德阳1例)。新增境外输入感染者8例(均在成都)，其中确诊病例3例，无症状感染者5例。另有既往无症状感染者转为确诊病例7例，境外输入4例(在成都)，外省返川2例(均为闭环转运)，省内1例(在宜宾)。
10月19日，四川省新增外省返川感染者3例，其中闭环转运1例(为无症状感染者)，非闭环管理2例(均为无症状感染者，广元1例，遂宁1例)。新增省内感染者39例，其中确诊病例4例(在广元)，无症状感染者35例(南充16例，广元12例，泸州4例，成都2例，乐山1例)。新增境外输入感染者13例(均在成都)，其中确诊病例6例，无症状感染者7例。另有既往无症状感染者转为确诊病例1例，为境外输入(在成都)。
10月20日，四川省新增外省返川感染者6例，其中闭环转运3例(均为无症状感染者)，非闭环管理3例(均在成都，确诊病例1例，无症状感染者2例)。新增省内感染者17例，其中确诊病例5例(在广元)，无症状感染者12例(广元8例，泸州2例，南充2例)。新增境外输入感染者13例(均在成都)，其中确诊病例4例，无症状感染者9例。另有既往无症状感染者转为确诊病例4例，其中境外输入3例(在成都)，外省返川1例（闭环转运）。
10月21日，四川省新增外省返川感染者3例，其中闭环转运2例(均为无症状感染者)，非闭环管理1例(为确诊病例，在成都)。新增省内感染者22例，其中确诊病例2例(广元1例，遂宁1例)，无症状感染者20例(广元14例，南充4例，遂宁2例)。新增境外输入感染者6例(均在成都)，其中确诊病例3例，无症状感染者3例。另有既往无症状感染者转为确诊病例2例，均为外省返川(非闭环管理，在成都)。
10月22日，四川省新增外省返川感染者2例，均为闭环转运无症状感染者。新增省内感染者26例，均为无症状感染者(广元18例，南充5例，遂宁2例，成都1例)。新增境外输入感染者10例(均在成都)，其中确诊病例3例，无症状感染者7例。
10月23日，四川省新增外省返川感染者5例，均为无症状感染者，其中闭环转运3例，非闭环管理2例(成都1例，眉山1例)。新增省内感染者25例，均为无症状感染者，其中广元20例，南充5例。新增境外输入感染者13例(均在成都)，其中确诊病例3例，无症状感染者10例。
10月24日，新增外省返川感染者3例，其中闭环转运2例(确诊病例1例，无症状感染者1例)，非闭环管理1例(在成都，为确诊病例)。新增省内感染者56例，均为无症状感染者，广元49例，南充7例。新增境外输入感染者7例(均在成都)，其中确诊病例1例，无症状感染者6例。另有既往无症状感染者转为确诊病例5例，其中境外输入3例(在成都)，外省返川2例(非闭环管理，成都1例，眉山1例)。
10月25日，新增外省返川感染者4例，均为无症状感染者，其中闭环转运2例，非闭环管理2例(成都1例，宜宾1例)。新增省内感染者37例，均为无症状感染者，其中广元28例，南充7例，成都1例，遂宁1例。新增境外输入感染者6例，均为无症状感染者(在成都)。另有既往无症状感染者转为确诊病例2例，其中境外输入1例(在成都)，省内1例(在德阳)。
10月26日，新增外省返川感染者7例，均为闭环转运(确诊病例3例，无症状感染者4例)。新增省内感染者27例，均为无症状感染者，其中广元19例，南充8例。新增境外输入感染者9例，其中确诊病例2例，无症状感染者7例。另有既往无症状感染者转为确诊病例1例，为外省返川非闭环管理人员，在宜宾。
10月27日，新增外省返川感染者11例，其中闭环转运8例(确诊病例2例，无症状感染者6例)，非闭环管理3例(均为确诊病例，成都1例，眉山1例，宜宾1例)。新增省内感染者29例，其中确诊病例7例(在绵阳)，无症状感染者22例(广元14例，南充7例，宜宾1例)。新增境外输入感染者18例(均在成都)，其中确诊病例6例，无症状感染者12例。另有既往无症状感染者转为确诊病例4例，其中境外输入1例(在成都)，外省返川3例(均为闭环转运)。
10月28日，四川省新增外省返川感染者3例，均为闭环转运，其中确诊病例1例，无症状感染者2例。新增省内感染者37例，其中确诊病例20例(在绵阳)，无症状感染者17例(成都1例、绵阳6例、广元6例、南充4例)。新增境外输入感染者9例(均在成都)，其中确诊病例3例，无症状感染者6例。另有既往无症状感染者转为确诊病例6例，其中境外输入4例(在成都)，外省返川1例(闭环转运)，宜宾1例。
10月29日，四川省新增外省返川感染者11例，其中闭环转运7例(确诊病例3例，无症状感染者4例)，非闭环管理4例(确诊病例1例，在德阳；无症状感染者3例，成都1例，雅安2例)。新增省内感染者55例，其中确诊病例25例(在绵阳)，无症状感染者30例(绵阳14例，广元12例，南充3例，德阳1例)。新增境外输入感染者10例(均在成都)，其中确诊病例3例，无症状感染者7例。另有既往无症状感染者转为确诊病例3例，均在省内(成都1例，绵阳2例)。
10月30日，四川省新增外省返川感染者2例，均为无症状感染者，其中闭环转运1例，非闭环管理1例(在成都)。新增省内感染者84例，其中确诊病例2例(在绵阳)，无症状感染者82例(绵阳67例，广元10例，南充5例)。新增境外输入感染者14例(均在成都)，其中确诊病例3例，无症状感染者11例。另有既往无症状感染者转为确诊病例3例(均在成都)，其中境外输入2例，外省返川非闭环管理人员1例。

### 2022年11月
11月9日，2022成都马拉松参赛人员范围调整为限定成都市常住人口参赛。
11月21日，成都市疾控中心应急办主任范双凤在发布会上介绍，成都出现新一波疫情后，新增病例数不断增多，一方面是每日均有新增溢入的外地病例，另一方面部分区域发生聚集性疫情，涉及大型农贸批发市场、商场超市、工地、工厂等，人员流动性强。成都市龙泉驿区三联市场疫情，成都高新区、龙泉驿区学校疫情，金堂县土桥镇、又新镇农村地区疫情续发病例较多。成都对社会面传播风险大的区域采取暂停堂食，KTV、歌舞厅、麻将馆等密闭空间场所暂停营业；对学校师生实施在校期间每周3检，每周返校时查验师生同住人员24小时内核酸检测阴性证明。

### 2022年12月
12月2日起，成都地铁、公交不再查验核酸检测报告。
12月14日，23歲的四川大學華西臨床醫學院陳姓學生疑因在醫院工作時染疫，連續3天發燒但仍帶病上班而逝世。

## 资料
- 2020年2月25日，四川火锅协会愉快地决定，四川驰援武汉医护人员可免费吃一年火锅
- 2020年3月11日，四川5名专家将赴意大利协助新冠肺炎疫情防控
- 2020年4月10日，四川5名赴意大利抗“疫”专家平安返川 讲述援意经历
- 2020年5月31日，成都重启街头艺人表演：用声音“扫开”疫期“阴霾”

## 事件
2020年2月，成都一社区发布公告，禁止由市外返回的租户进入小区，如确需进入，则租客和房东要各交50万保证金。公告发出后在网络上受到质疑。社区工作人员回应称公告内容不妥，已经撤回并向社区居民致歉。
2020年12月8日，在成都市公布了3例新冠肺炎确诊病例后，确诊患者赵某的个人隐私信息在多个社交平台上被泄露，涉及的图片包含了其姓名、身份证号码、家庭住址、照片等信息。成都市公安局网络安全保卫支队表示已对此展开调查。而一张坐在车内、穿白色裙子的女子的照片更被网传为赵某本人，其后照片中的人物辟谣称她在三亚游玩，自己并非此次疫情的当事人。此事件引发网民争议，认为曝光隐私的行为已经构成了网络暴力。《成都商报》微博亦对此发表评论，强调“保持平和心态和理性态度，消除内心恐惧，才能更好地缓解焦虑情绪，汇聚起做好常态化疫情防控的正能量”。中国中央电视台新闻主播海霞更为此发表评论，指出「她的個人隱私被洩露，很多網友對她的個人生活評頭論足，甚至公開謾罵。我想說的是，她對疫情的傳播該負什麼樣的責任，這需要調查認定。另外，如果她真的有責任，這也不是曝光她個人信息的理由，這事情一碼歸一碼，而且人肉曝光個人信息涉嫌違法。至於個人生活，這不該是公共話題，防疫才是」。海霞還稱“我們的敵人是病毒，不是感染病毒的人”。12月9日，赵某在今日头条头条号發文，表示自己之前的工作是在酒吧負責氣氛和營銷，發現確診後第一時間配合調查。她还说，隔離期間看到網絡上關於自己的流言蜚語、誹謗和謾罵，不理解為什麼被那麼多人攻擊，自己亦都是一個受害者，并在此向成都市民道歉。同日上午，中共四川省委书记彭清华在前往成都市调研指导疫情防控工作时指出要注意保护患者隐私，坚决制止网络暴力。同日，成都警方通報，散布洩漏趙某私隱的男子王某已被行政處罰。12月13日，四川省应对新型冠状病毒肺炎疫情应急指挥部发布通告，规定为疫情防控收集的公民个人信息不得作为其他用途。
2021年11月8日，成都高新区环球中心因疫情封闭，市民需进行核酸检测，但有多人从绿化带逃离。

### 四川同年事件
- 2020年四川西昌森林火灾
- 2020年中国南方水灾
- 6·26冕宁暴雨自然灾害